# Škoda Octavia
Škoda Octavia je osobní automobil nižší střední třídy vyráběný českou automobilkou Škoda Auto. Typ Octavia se vyrábí od roku 1996, aktuálně ve své čtvrté generaci představené roku 2019. Postupně se stal nejprodávanějším vozem značky, do konce roku 2019 vzniklo přes 6 milionů vozů všech generací.
První generace vozu se objevila na trhu roku 1996, nejprve jako liftback. Šlo o první zcela nový automobil značky od jejího převzetí koncernem Volkswagen. Roku 1998 doplnila nabídku varianta Combi. V modelovém roce 2001 prošla Octavia faceliftem. V roce 2004 byla na trh uvedena druhá generace vozu, která modernizací prošla na sklonku roku 2008. První generace byla po představení následníka dále úspěšně prodávána pod názvem Octavia Tour. V závěru roku 2010 byla její výroba ukončena a pod názvem Octavia Tour II se do nabídky dostala Octavia druhé generace, technicky totožná s modernizovaným provedením, ale s vnějším vzhledem odpovídajícím stavu před modernizací v roce 2008. Tento model však nebyl příliš úspěšný i proto, že byl nabízen pouze s benzínovými motory o objemu 1,4 a 1,6 l. Dalším důvodem je určitě i to, že již v roce 2012 byl nahrazen modelem Rapid. Třetí generace Octavie se objevila na sklonku roku 2012, v roce 2017 prošla faceliftem a v srpnu 2017 se stala třetím nejprodávanějším autem Evropy. Čtvrtá generace Octavie pak debutovala 11. listopadu 2019 na akci v pražském Veletržním paláci.
Kromě klasického liftbacku se Octavie prodává i jako kombi (Octavia Combi), kombi s náhonem všech kol (Octavia combi 4x4 I. a II. generace a oplastovaná verze Scout II. generace), liftback s náhonem všech kol (Octavia 4x4 I. generace) nebo designově mírně odlišená sportovní verze s výkonnějším motorem (Octavia RS). Zkratka RS znamená Rally sport. Ve čtvrté generaci debutovala i verze Octavia iV s plug-in hybridním pohonem.

## První generace (1U)
Práce na voze začaly již v roce 1992, kdy vznikly první studie vozu kompaktní třídy na bázi Golfu III. Od prvního návrhu se uvažovalo o větším typu, jemuž v roce 1993 přisoudili namísto podlahové části Golfu III novou koncernovou platformu určenou pro Golf IV, která se stala základem i pro Audi A3. Tehdy začal skutečný vývoj Octavie. V roce 1994 byly postaveny a odzkoušeny první prototypy.
Prvními, kdo se oficiálně seznámili s novým vozem Škoda Octavia vyráběným v právě dokončené nové hale, byli 4. dubna 1996 členové poroty soutěže Evropské auto roku. Značka si velmi přála a potřebovala, aby vůz uspěl na mezinárodním fóru. Byl to po letech opět zcela nový typ (model Felicia vycházel stále ještě z předcházejícího Favorita) a byl vnímán jako významný mezník.
Za vzhled vozu odpovídalo oddělení vývoje automobilky. Autor designu byl Dirk van Braeckel, přispěl i Luc Donckerwolke (Lamborghini Murciélago, Lamborghini Gallardo), návrh byl ještě přepracován týmem v Česaně. Velký důraz byl kladen na bezpečnost, takže se počítalo nejen s předními, ale také s bočními airbagy, které byly do té doby běžné pouze ve vozech vyšších tříd.
Nový závod pro Octavii otevřel prezident Václav Havel 3. září 1996. A téhož dne byla i oficiálně zahájena montáž automobilu. Robustní maska chladiče vyjadřovala solidnost a luxus a předznamenávala všechny budoucí vozy Škoda. V prestižní anketě „Car of the year“ 1997 skončil model na 4. místě z 29 nominovaných kandidátů.
V únoru 1998 byla představena oficiálně Škoda Octavia Combi.
V roce 1999 se začala vyrábět Octavia Combi ve verzi 4×4 a v roce 2001 i liftback (přiřazení zadní nápravy obstarává spojka Haldex, která se uvádí v činnost při prokluzu přední nápravy). V roce 2000 proběhla modernizace, která upravila vzhled vozu. Zároveň se představila nejvyšší výbava „Laurin & Klement“ (do faceliftu v roce 2000 se lišila od běžných verzí hlavně čirou optikou předních světlometů a světlým interiérem). V roce 2000 byl uveden i model RS, který měl motor 1,8T s výkonem 132 kW (180 koní). V roce 2002 verzi RS doplnilo i kombi.
Dne 17. února 2004 byla vyrobena miliontá Octavia a od tohoto roku byla první generace prodávána pod názvem Octavia Tour. V září r. 2006 se pouze pro řecký trh objevila i nejsilnější verze jedničkové Octavie vycházející z modelu RS, která měla motor 1,8T s výkonem 142 kW (193 koní). Poslední modernizace proběhla v roce 2009. Omezila se na nové potahové látky Eminent a Graham z modelu Octavia druhé generace a dále zpětná zrcátka či nový volant z modelu Roomster/Fabia II a poté i jiný způsob otevírání víčka palivové nádrže (nově se víčko otevíralo manuálně zvenčí oproti dřívějšímu elektrickému ovládání pomocí tlačítka z palubní desky). Vedle druhé generace Octavie vydržela první generace v prodeji ještě dalších více než šest let a s celkovým počtem 1 442 126 kusů skončila její výroba 10. listopadu 2010. V tento den bylo vyrobeno „dalších posledních“ zhruba 40 kusů, ačkoli již den předem byl prezentován konec výroby s kyticí na jiném automobilu.

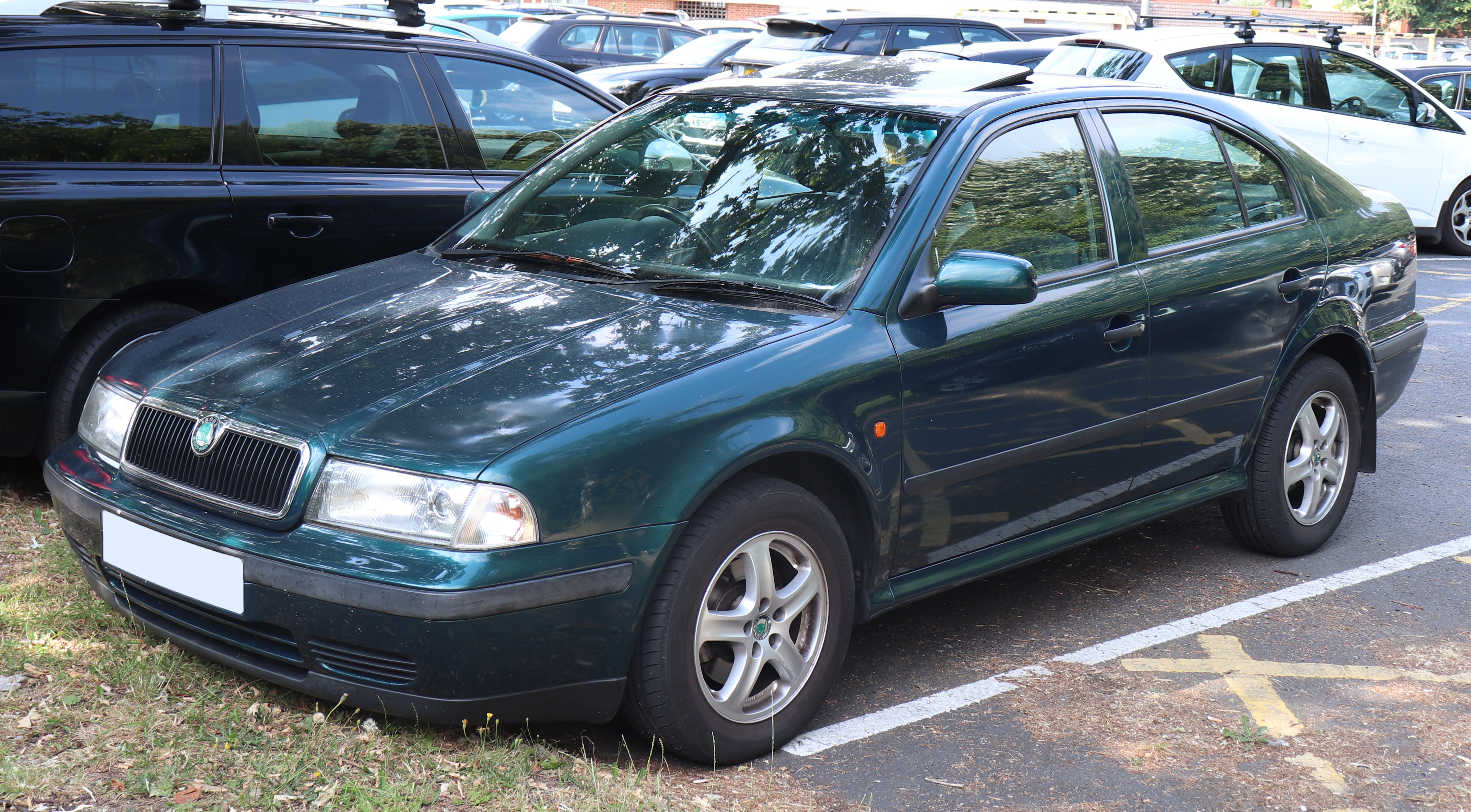
Škoda Octavia (1996–2000)
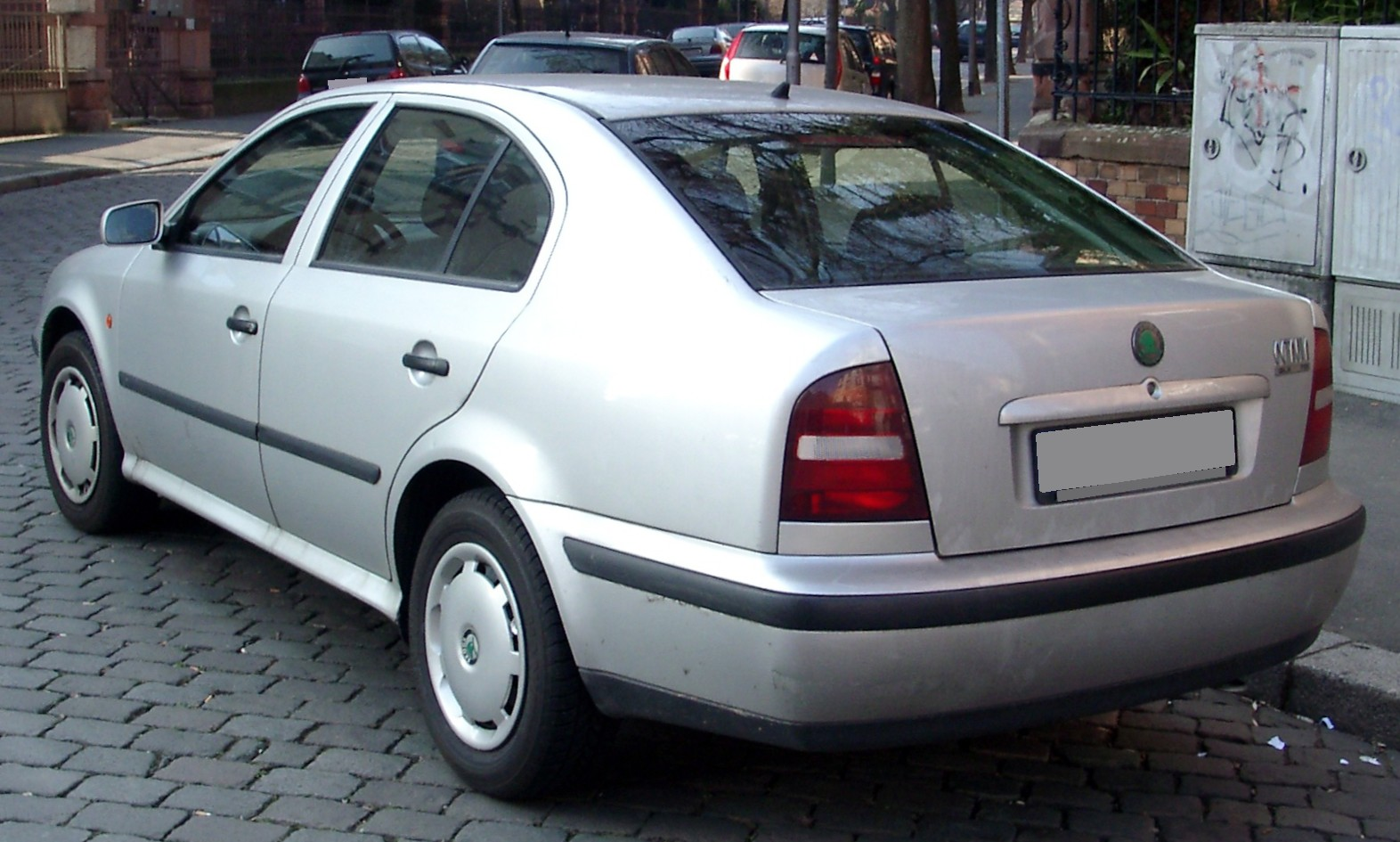
Škoda Octavia (1996–2000), zadní pohled
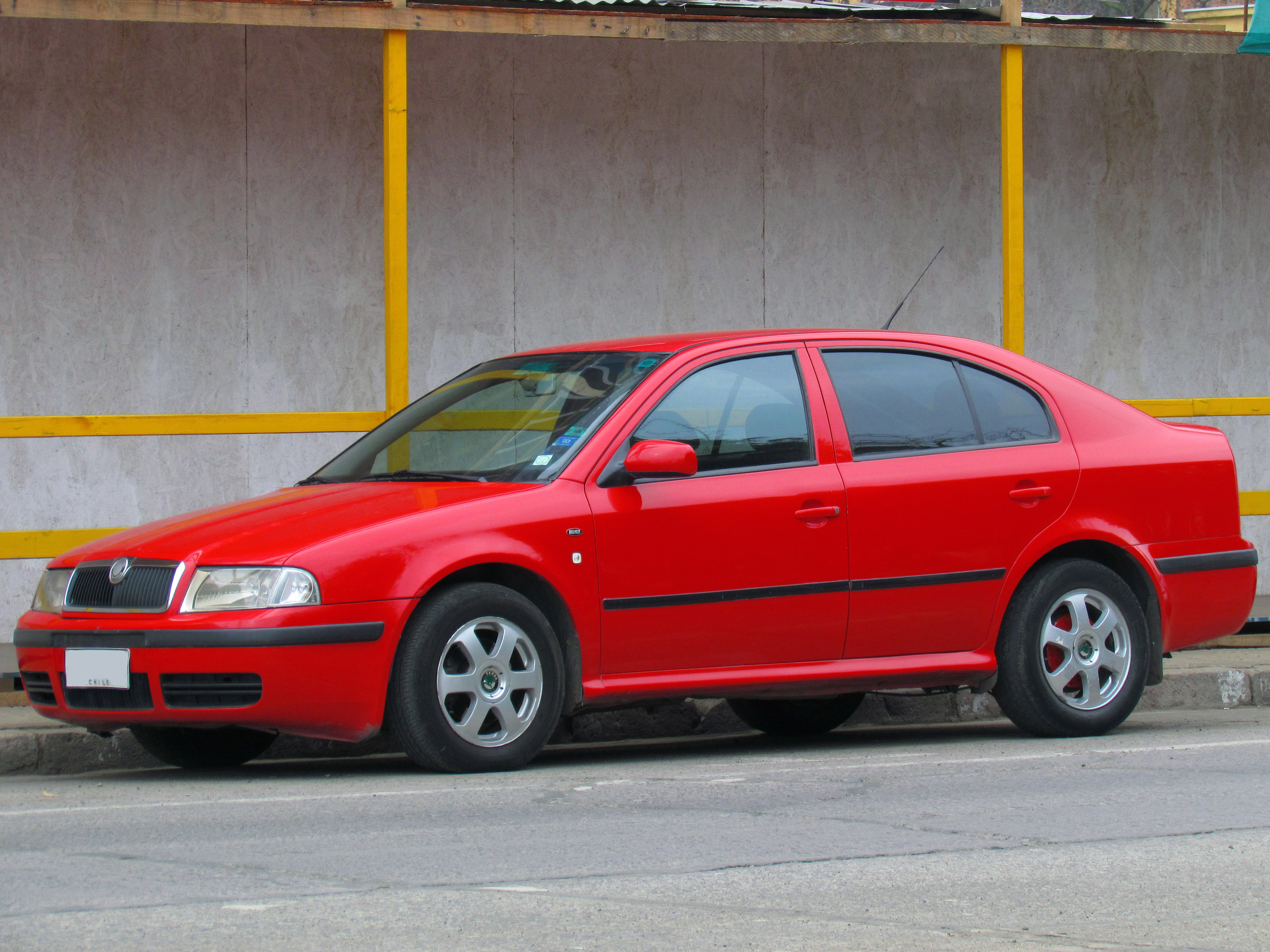
Škoda Octavia (2000–2010)
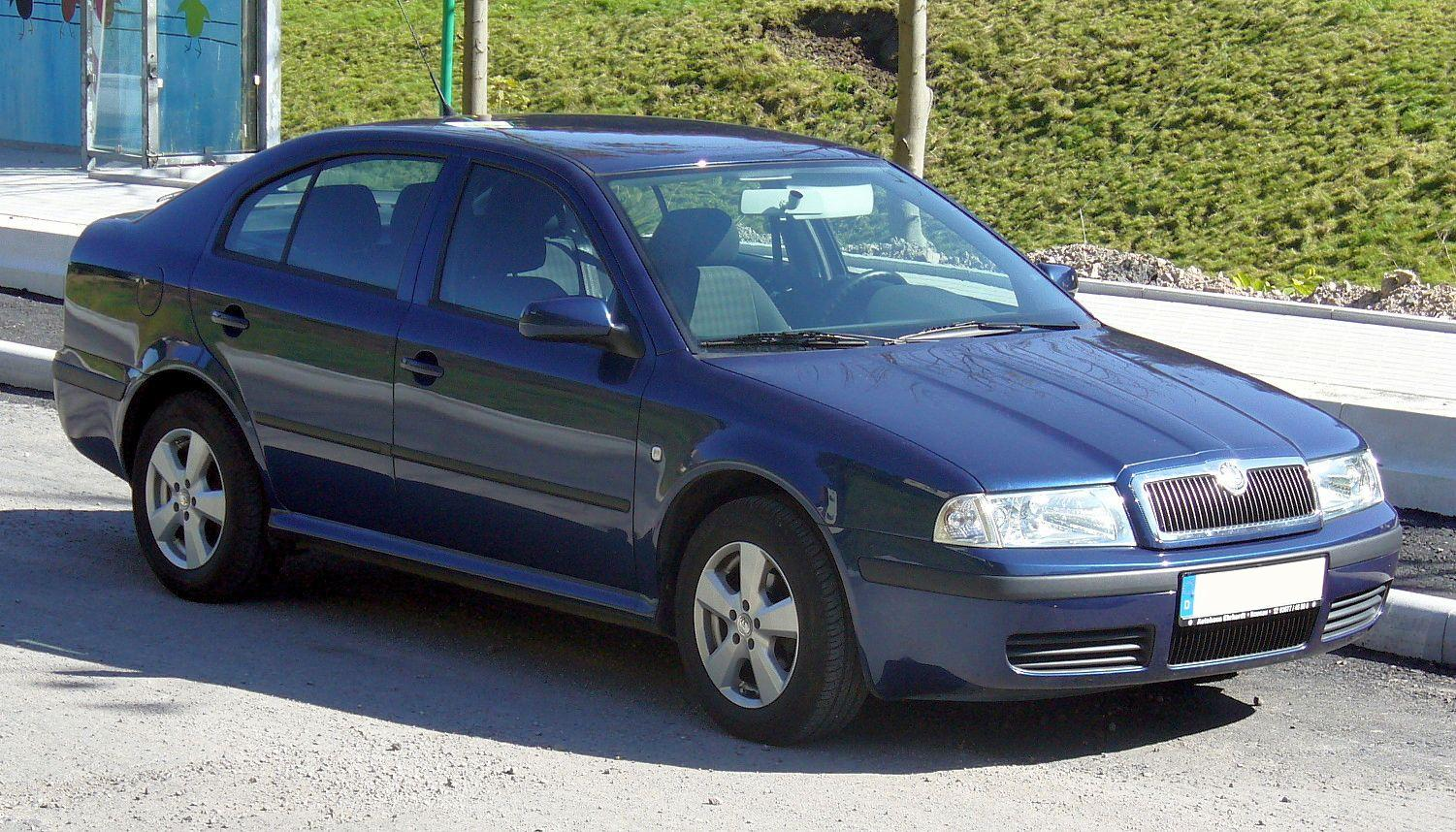
Škoda Octavia (2000–2010)
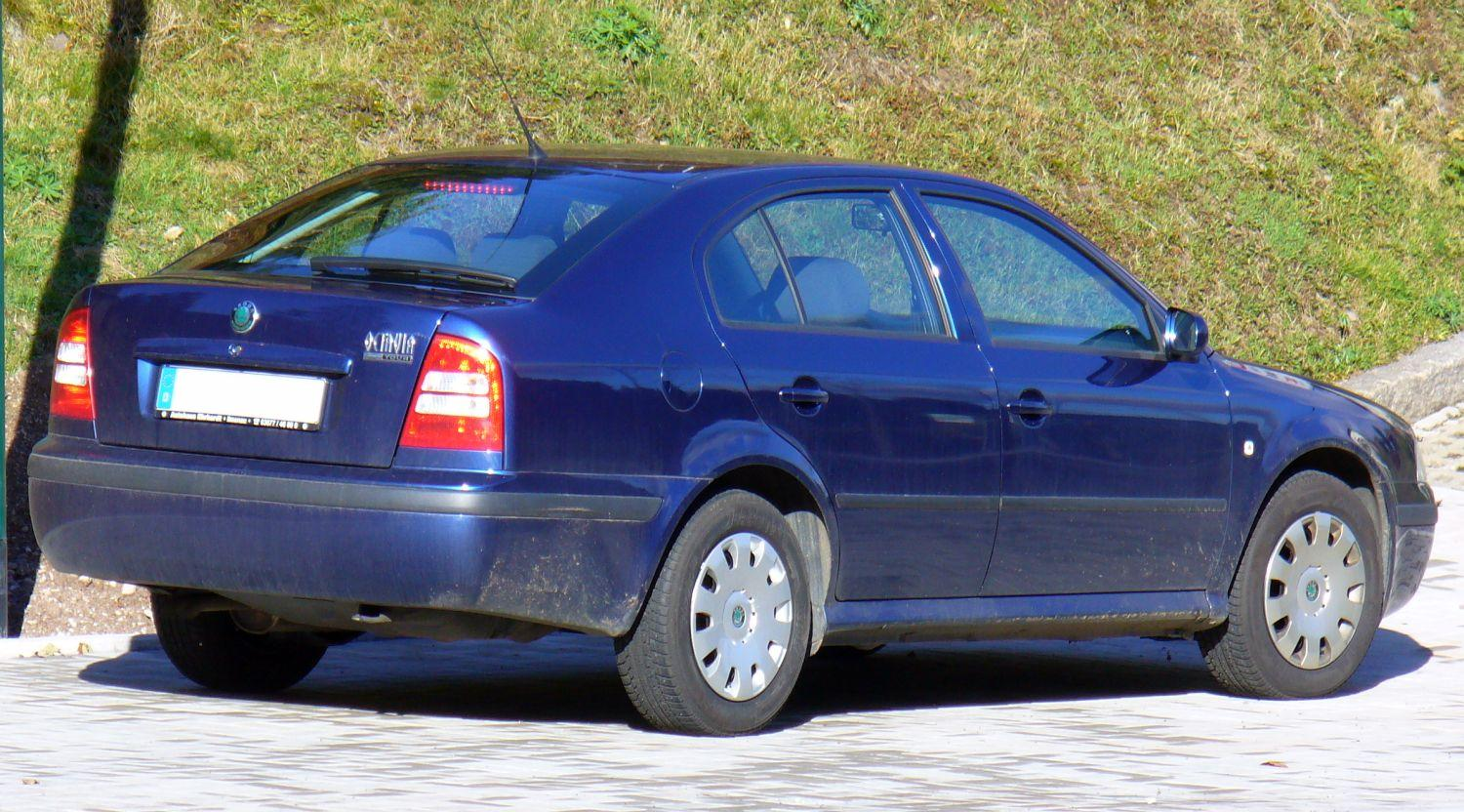
Škoda Octavia (2000–2010), zadní pohled
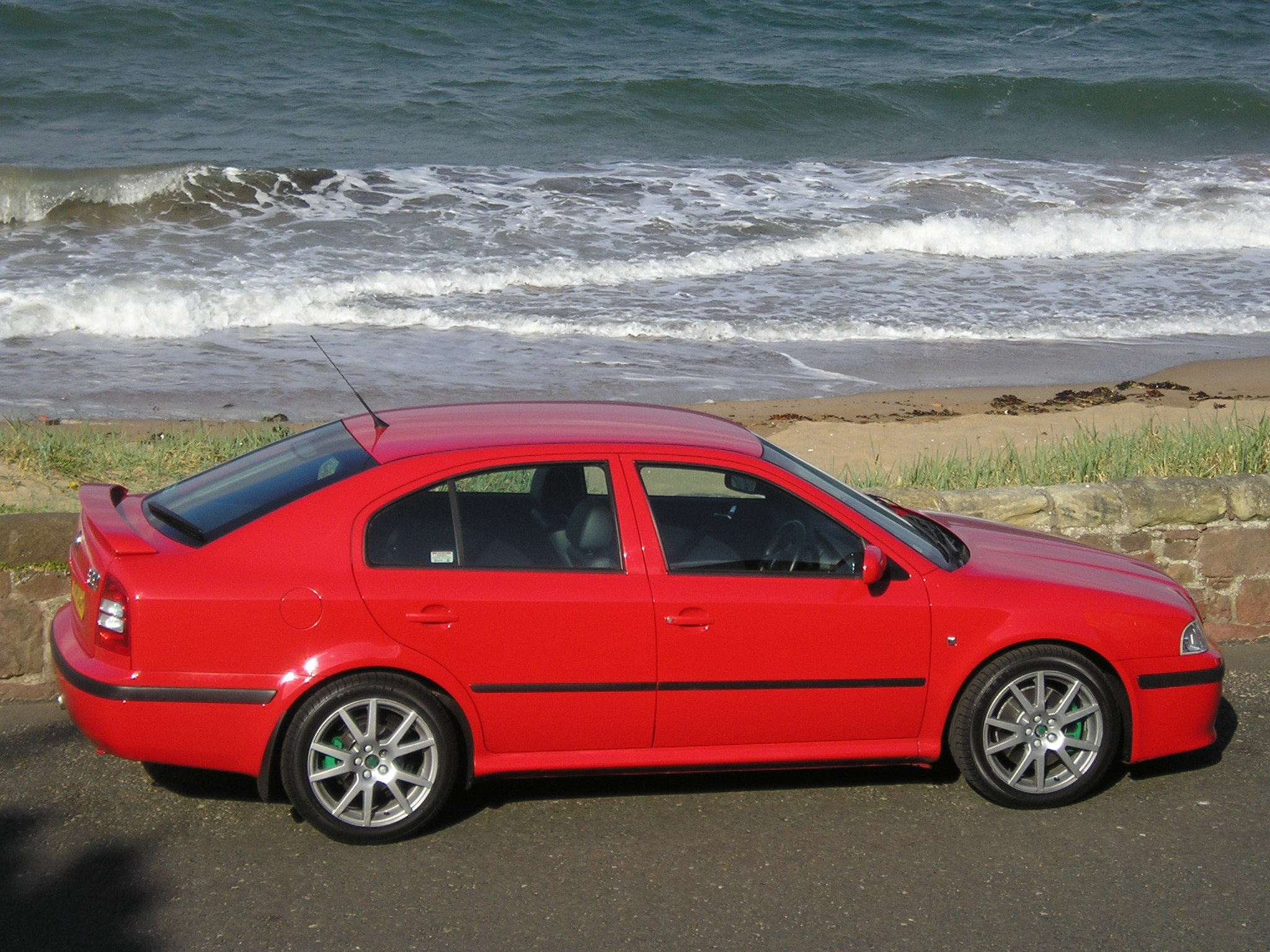
Faceliftovaná Škoda Octavia ve verzi RS
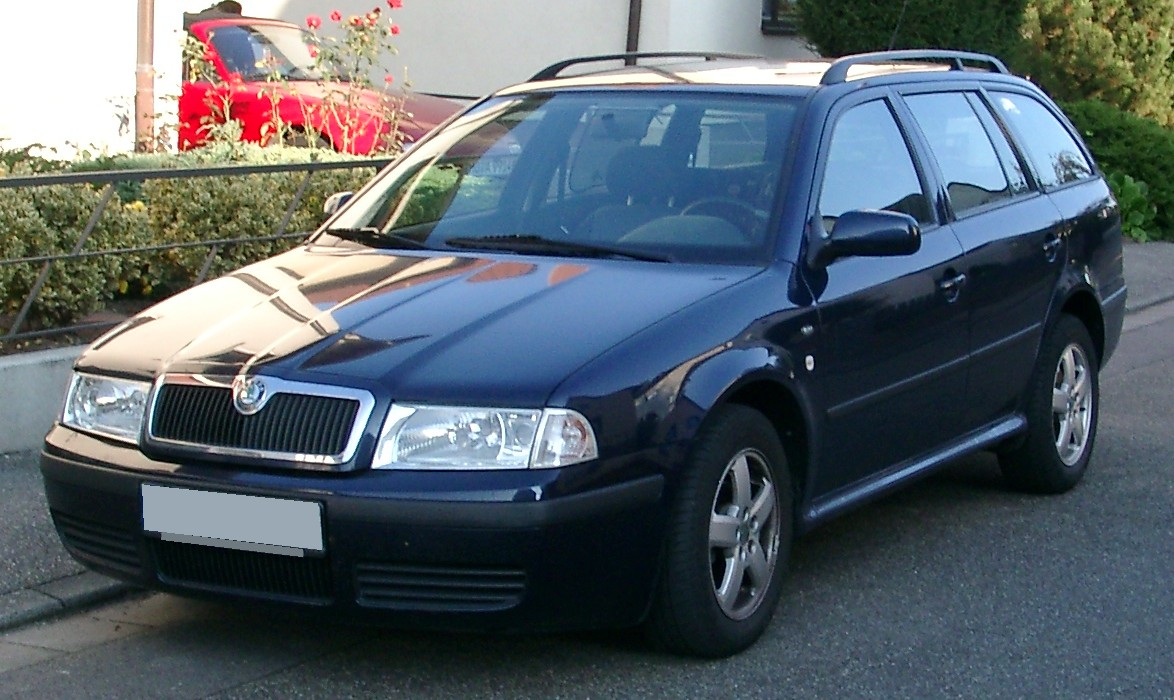
Škoda Octavia Combi (2000–2010)
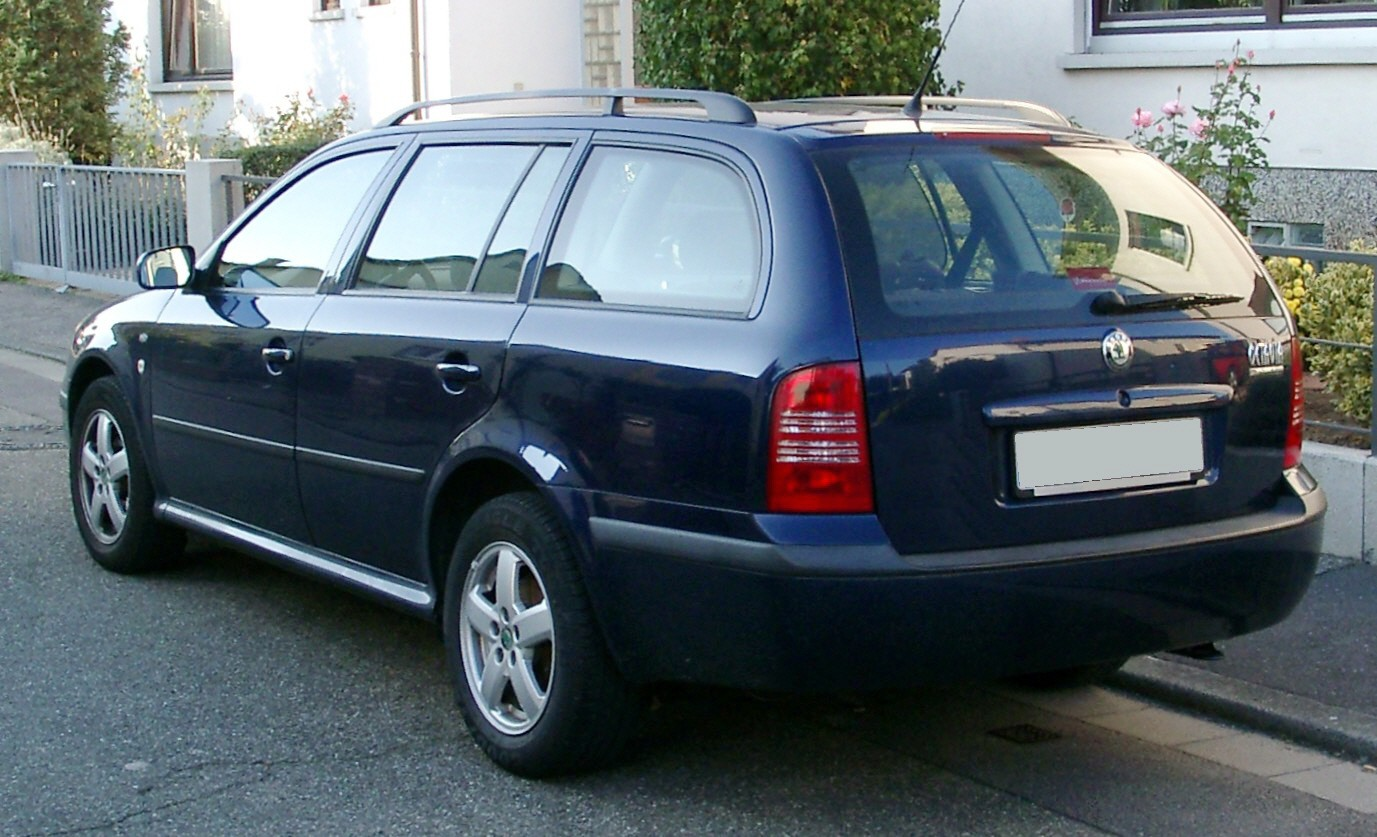
Škoda Octavia Combi (2000–2010), zadní pohled
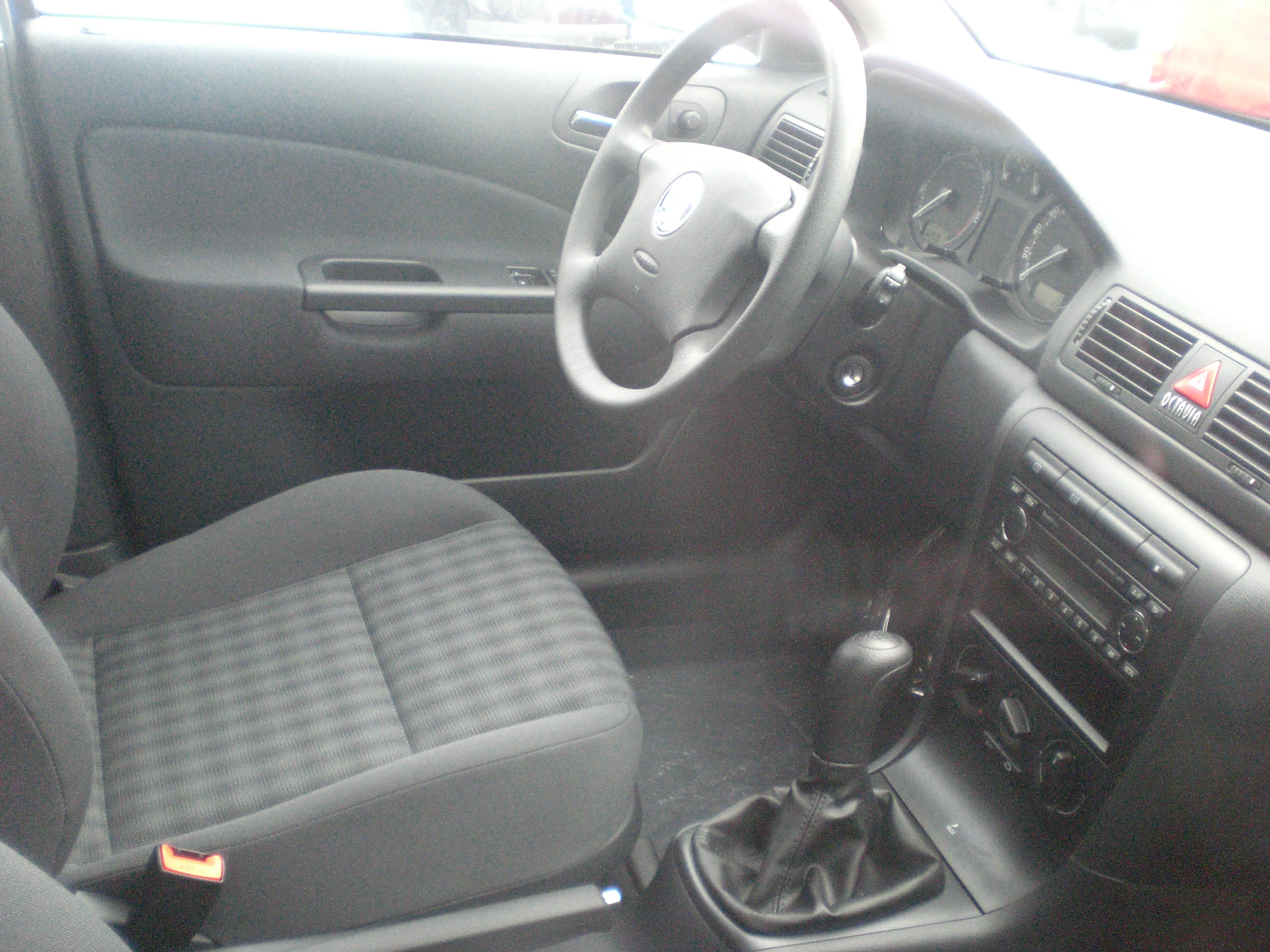
Interiér Škody Octavia „Tour“

### Motory

#### Benzinové motory
| Název    | Objem    | Vál./ vent. | Typ  | Kód motoru              | Výkon                           | Točivý moment                | Převodovka      | K. spotřeba   | Max. rychlost       | 0–100 km/h      | Výroba            |
| -------- | -------- | ----------- | ---- | ----------------------- | ------------------------------- | ---------------------------- | --------------- | ------------- | ------------------- | --------------- | ----------------- |
| 1.4 MPI  | 1397 cm³ | 4/8         | OHV  | AMD                     | 44 kW (60 k) při 4500 ot./min   | 120 Nm při 2500 ot./min      | 5°man.          | 7,4 l         | 156 km/h            | 18 s            | 04/1999 – 03/2001 |
| 1.4 16V  | 1390 cm³ | 4/16        | DOHC | AXP, BCA                | 55 kW (75 k) při 5000 ot./min   | 126 Nm při 3800 ot./min      | 5°man.          | 6,7 l         | 171 km/h            | 15,3 s          | 09/2000 – 12/2010 |
| 1.6 i    | 1598 cm³ | 4/8         | SOHC | AEE                     | 55 kW (75 k) při 4600 ot./min   | 135 Nm při 3200 ot./min      | 5°man.          | 7,6 l         | 172 km/h            | 14,8 s          | 09/1996 – 09/2004 |
| 1.6 i    | 1595 cm³ | 4/8         | SOHC | AEH, AKL                | 74 kW (100 k) při 5600 ot./min  | 145 Nm při 3800 ot./min      | 5°man. / 4°aut. | 7,8 l / 8,5 l | 187 km/h / 190 km/h | 11,7 s / 13,8 s | 02/1997 – 12/2007 |
| 1.6 i    | 1595 cm³ | 4/8         | SOHC | AVU, BFQ                | 75 kW (102 k) při 5600 ot./min  | 148 Nm při 3800 ot./min      | 5°man. / 4°aut. | 7 l           | 190 km/h            | 11,8 s          | 11/2000 – 12/2010 |
| 1.8 20V  | 1781 cm³ | 4/20        | DOHC | AGN                     | 92 kW (125 k) při 6000 ot./min  | 170 Nm při 4200 ot./min      | 5°man. / 4°aut. | 8,4 l / 9.2 l | 201 km/h            | 10,6 s / 12,6 s | 09/1996 – 07/2000 |
| 1.8 T    | 1781 cm³ | 4/20        | DOHC | AGU, ARX, ARZ, AUM      | 110 kW (150 k) při 5700 ot./min | 210 Nm při 1750–4600 ot./min | 5°man. / 4°aut. | 7,9 l / 9 l   | 215 km/h / 217 km/h | 8,4 s / 9,9 s   | 08/1997 – 12/2010 |
| RS 1.8 T | 1781 cm³ | 4/20        | DOHC | AUQ                     | 132 kW (180 k) při 5500 ot./min | 235 Nm při 1950–5000 ot./min | 5°man.          | 8 l           | 235 km/h            | 7,9 s           | 05/2001 – 01/2006 |
| 2.0 MPI  | 1984 cm³ | 4/8         | SOHC | AEG, APK, AQY, AZH, AZJ | 85 kW (115 k) při 5200 ot./min  | 170 Nm při 2400 ot./min      | 5°man. / 4°aut. | 8 l / 8,9 l   | 198 km/h / 195 km/h | 10,8 s / 12,6 s | 04/1999 – 05/2007 |

#### Dieselové motory
| Název      | Objem    | Vál./ vent. | Typ  | Kód motoru | Výkon                          | Točivý moment                | Převodovka      | K. spotřeba | Max. rychlost       | 0–100 km/h    | Výroba            |
| ---------- | -------- | ----------- | ---- | ---------- | ------------------------------ | ---------------------------- | --------------- | ----------- | ------------------- | ------------- | ----------------- |
| 1.9 SDI    | 1896 cm³ | 4/8         | SOHC | AQM, AGP   | 50 kW (68 k) při 4200 ot./min  | 133 Nm při 2200–2600 ot./min | 5°man.          | 5,2 l       | 161 km/h            | 19,2 s        | 06/1997 – 12/2003 |
| 1.9 TDI    | 1896 cm³ | 4/8         | SOHC | ALH, AGR   | 66 kW (90 k) při 4000 ot./min  | 210 Nm při 1900 ot./min      | 5°man. / 4°aut. | 5 l / 5,3 l | 182 km/h / 176 km/h | 13,7 s / 15 s | 09/1996 – 03/2010 |
| 1.9 TDI    | 1896 cm³ | 4/8         | SOHC | ASV, AHF   | 81 kW (110 k) při 4150 ot./min | 235 Nm při 1900 ot./min      | 5°man.          | 5 l         | 191 km/h            | 11 s          | 08/1997 – 01/2006 |
| 1.9 TDI PD | 1896 cm³ | 4/8         | SOHC | AXR,ATD    | 74 kW (100 k) při 4000 ot./min | 240 Nm při 1800–2400 ot./min | 5°man.          | 5,1 l       | 191 km/h            | 11,8 s        | 10/2005 – 12/2010 |
| 1.9 TDI PD | 1896 cm³ | 4/8         | SOHC | ASZ        | 96 kW (130 k) při 4000 ot./min | 310 Nm při 1900 ot./min      | 6°man.          | 5,2 l       | 207 km/h            | 9,7 s         | 09/2002 – 09/2004 |

### Výbava
Do modelového roku 2000:
- LX
- GLX
- SLX
- Laurin & Klement

Od modelového roku 2000:
- Classic
- Ambiente
- Elegance
- Laurin & Klement
- RS
- STYLE
- GT (pouze pro Německý trh)
- Bussiness
- Success
- Inferno
- Family Edition

Po uvedení Octavie druhé generace:
- Tour
- Tour trumf
- GT (pouze pro Řecký trh)

## Druhá generace (1Z)

### Představení
Druhá generace liftbacku se představila v roce 2004 na autosalonu v Ženevě. Oproti první generaci se vůz snažící se konkurovat i vozům střední třídy liší motorizací, modernější technikou i o něco robustnější karosérií.
Design nové generace, především pak přední partie, vychází ze stylu generace první. K tomuto stylu neodmyslitelně patří mohutná přední maska chladiče, ta ale získala lichoběžníkový tvar. Nárazník více splývá s karoserií. Do vnějších zpětných zrcátek byly integrovány blikače. Přední a zadní boční skla vozu dělí široké B-sloupky. Zadní světlomety přesahují hrany zádi a zasahují do boků.
Délka vozu je 4572 mm, šířka 1769 mm a výška 1462 mm, rozvor se zvýšil na 2578 mm. Zavazadlový prostor má objem 560 l, se sklopenými zadními sedadly je to dokonce 1350 l.
Octavia se představila ve třech stupních výbavy – Classic, Ambiente a Elegance. Od počátku byly k dispozici tři základní a devět metalických barev, tři barevné koncepty interiéru a dvanáct verzí čalounění podle stupně výbavy. Mezi standardní výbavu patří například čtyři airbagy, elektromechanický posilovač řízení nebo ABS. Mezi výbavou na přání se objevují mimo jiné parkovací a dešťové senzory, ESP nebo dvouzónová klimatizace.
Mezi motory se objevily zážehové agregáty 1,4 MPI/55 kW a 1,6 MPI/75 kW, dále 1,6 FSI/85 kW a 2,0 FSI/110 kW s přímým vstřikováním paliva. Kromě zážehových motorů doplnily nabídku i dva vznětové čtyřválce 1,9 TDI-PD/77 kW a 2,0 TDI-PD/103 kW.

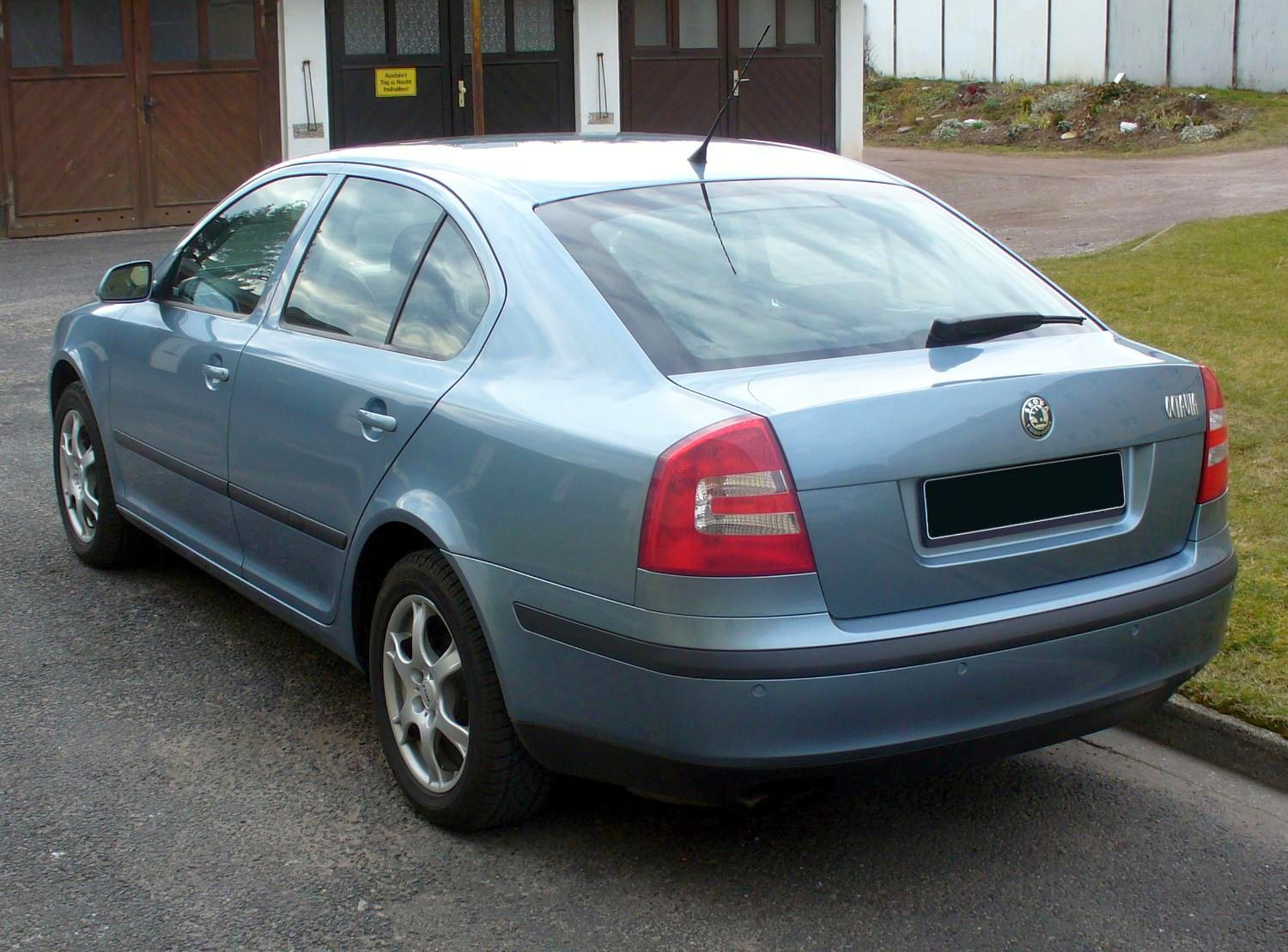
Zadní pohled liftback
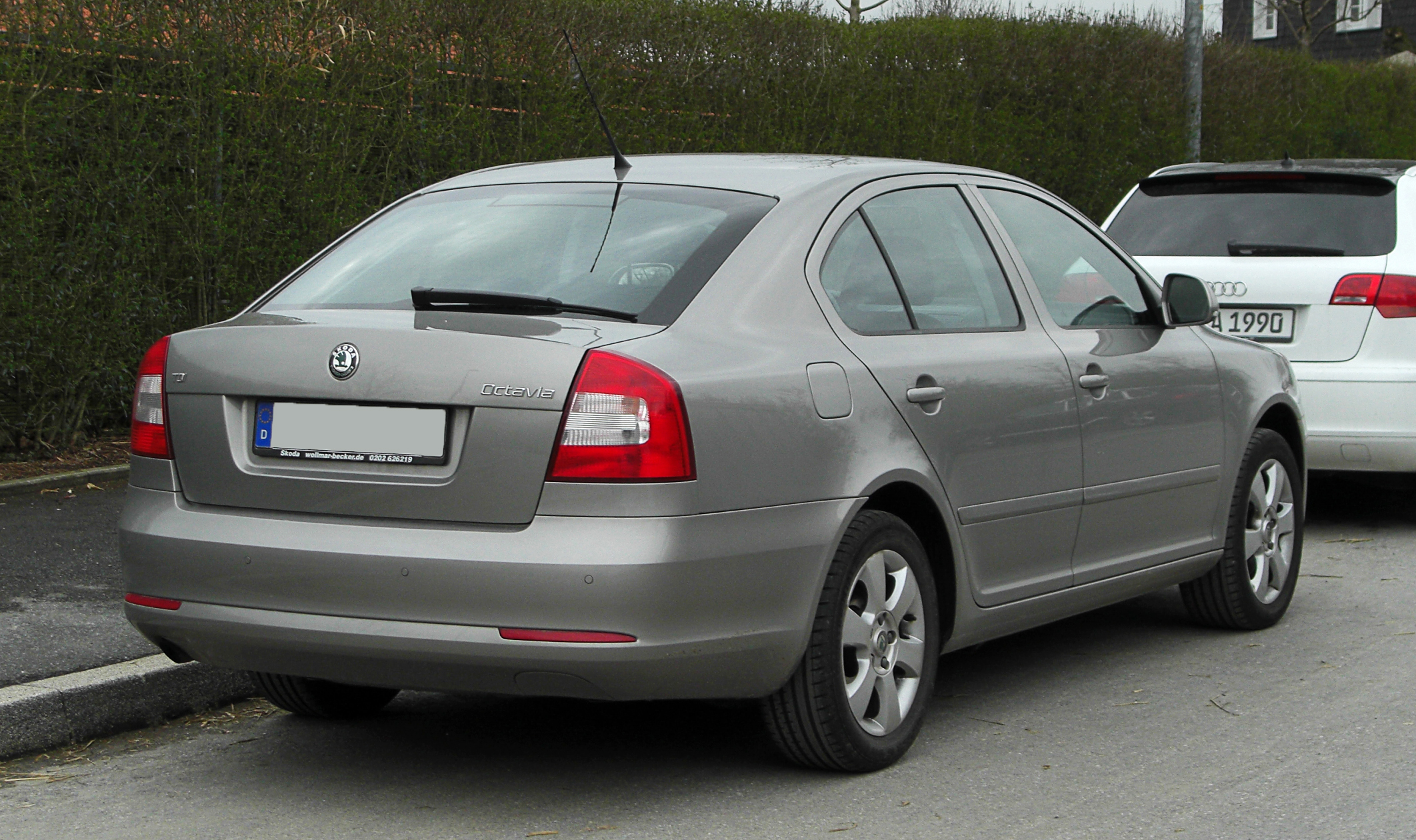
Zadní pohled liftback (facelift)
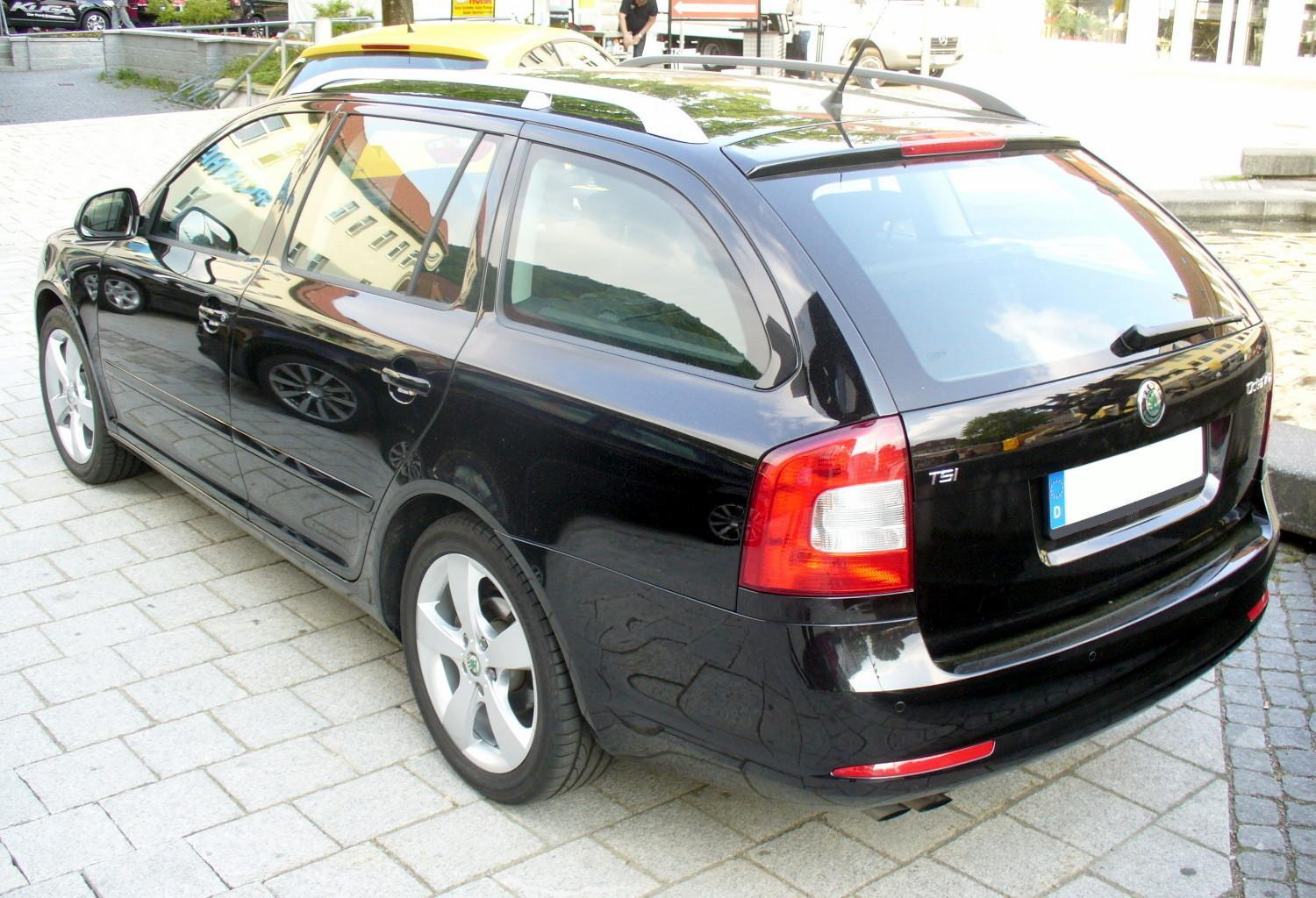
Škoda Octavia Combi (2009–2013)
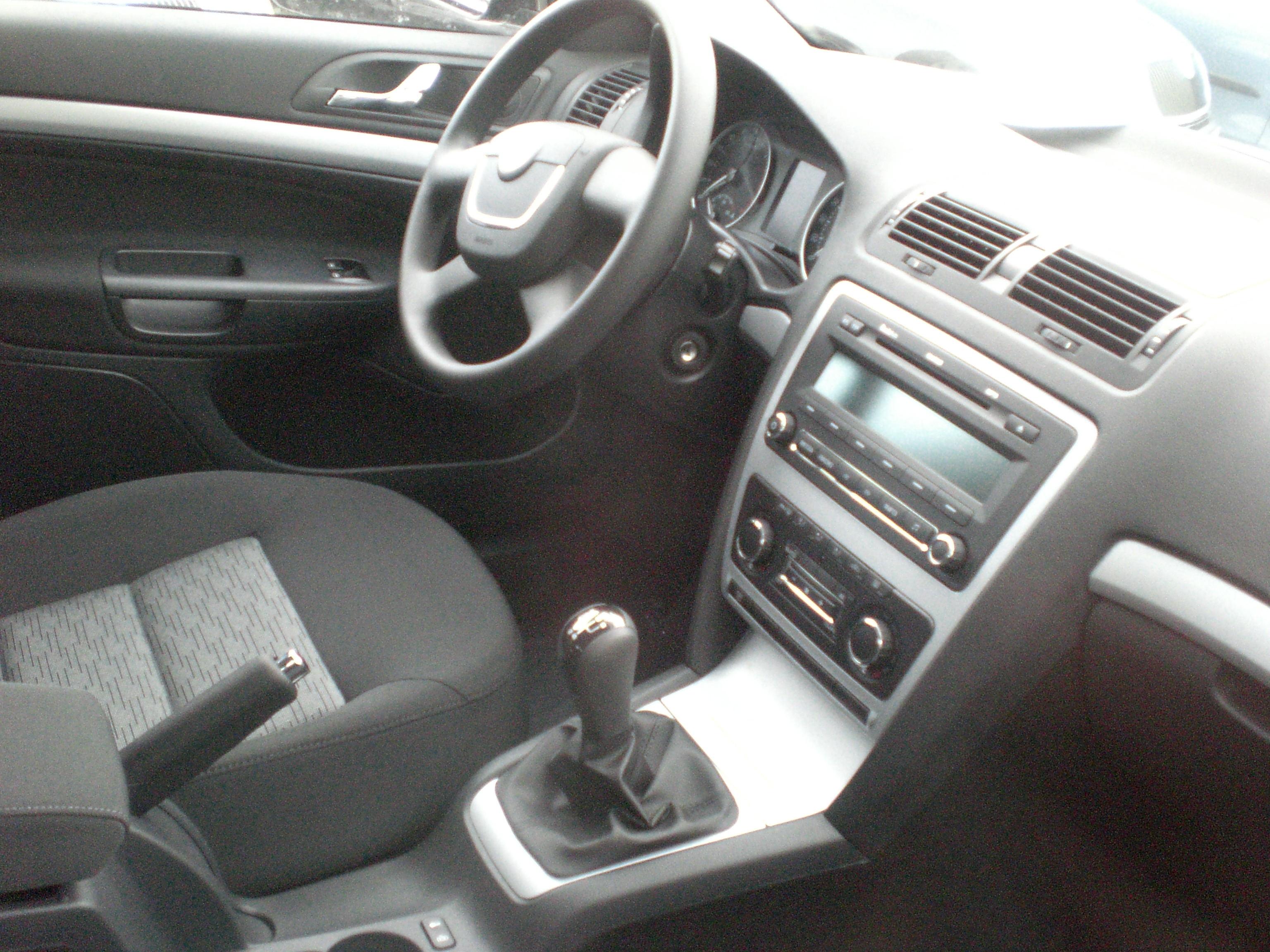
Interiér

### Další modely
Ještě téhož roku se představila Škoda Octavia Combi s objemem zavazadelníku 580 l (1620 l při sklopených zadních sedačkách). Zároveň bylo představeno kombi s pohonem všech kol (Octavia Combi 4x4) s motory 1,9 TDI nebo 2,0 FSI.
Rok po uvedení druhé generace na trh přibyla sportovní verze Octavia RS. Ostřejší verze se dočkalo kombi i liftback. V nabídce se objevily metalické barvy Race Blue a Žlutá Sprint, dále červená Corrida, stříbrná metalíza a černá s perleťovým efektem. Srdcem nejrychlejší Octavie se stal přeplňovaný zážehový motor 2,0 TFSI s výkonem 147 kW a točivým momentem 280 Nm při 1800–5000 ot./min. Octavia RS zrychlí z 0 na 100 km/h za 7,3 s (kombi zrychlí na 100 za 7,5) a dosahuje maximální rychlosti 240 km/h (kombi dosáhne rychlost 238 km/h). Zážehový agregát doplnil turbodiesel 2,0 TDI o výkonu 125 kW.
V roce 2006 se na autosalonu v Paříži představila luxusní verze Laurin & Klement.
V roce 2007 bylo představeno kombi ve verzi Scout s ambicí konkurovat vozům ze segmentu SUV. Scout se liší od klasického kombi sedmnáctipalcovými koly, mohutnými oplastovanými nárazníky, boční lišty a nástavce prahů. Přední i zadní část vozu, motor a převodovku chrání zespodu ochranné kryty. Světlá výška činí 180 mm. Nájezdové úhly činí 16,3° vpředu a 16,9° vzadu. O pohon všech kol se postaraly motory 2,0 FSI a 2,0 TDI PD ve spolupráci s mezinápravovou elektronicky řízenou spojkou Haldex, rozdělující točivý moment na nápravy podle aktuálních adhezních podmínek.
Na jaře 2008 vyměnila Škoda dvoulitrový diesel o výkonu 125 kW Octavie RS za nový dieselový agregát se stejnými dynamickými vlastnostmi, ale vybavený systémem Common rail. Nově se do příplatkové výbavy ostré Octavie dostala také automatická převodovka DSG.
Od listopadu 2010 je po ukončení výroby první generace na trhu nová Octavia Tour. Jedná se o Octavii II vycházející ze základního výbavového stupně Prima s omezenou výbavou. Příď a záď mají vzhled verze vyráběné před faceliftem do roku 2008. Ostatní částí vozu (přístrojová deska, elektronika, zpětná zrcátka atd.) jsou shodné s modernizovanou verzí. Pro český trh je k dispozici pouze motorizace 1,6 MPI 75 kW, ale na jiných trzích je k mání i s 1,4 MPI 59 kW a na trzích mimo EU s 2.0 TDI-CR 81 kW.

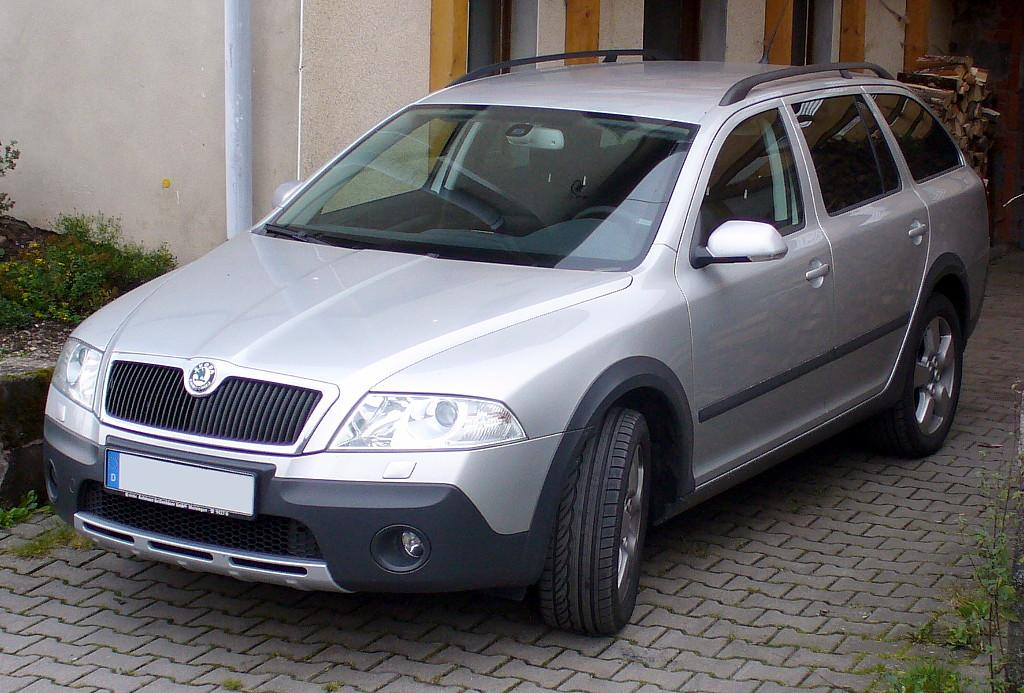
Škoda Octavia Scout (2007–2009)
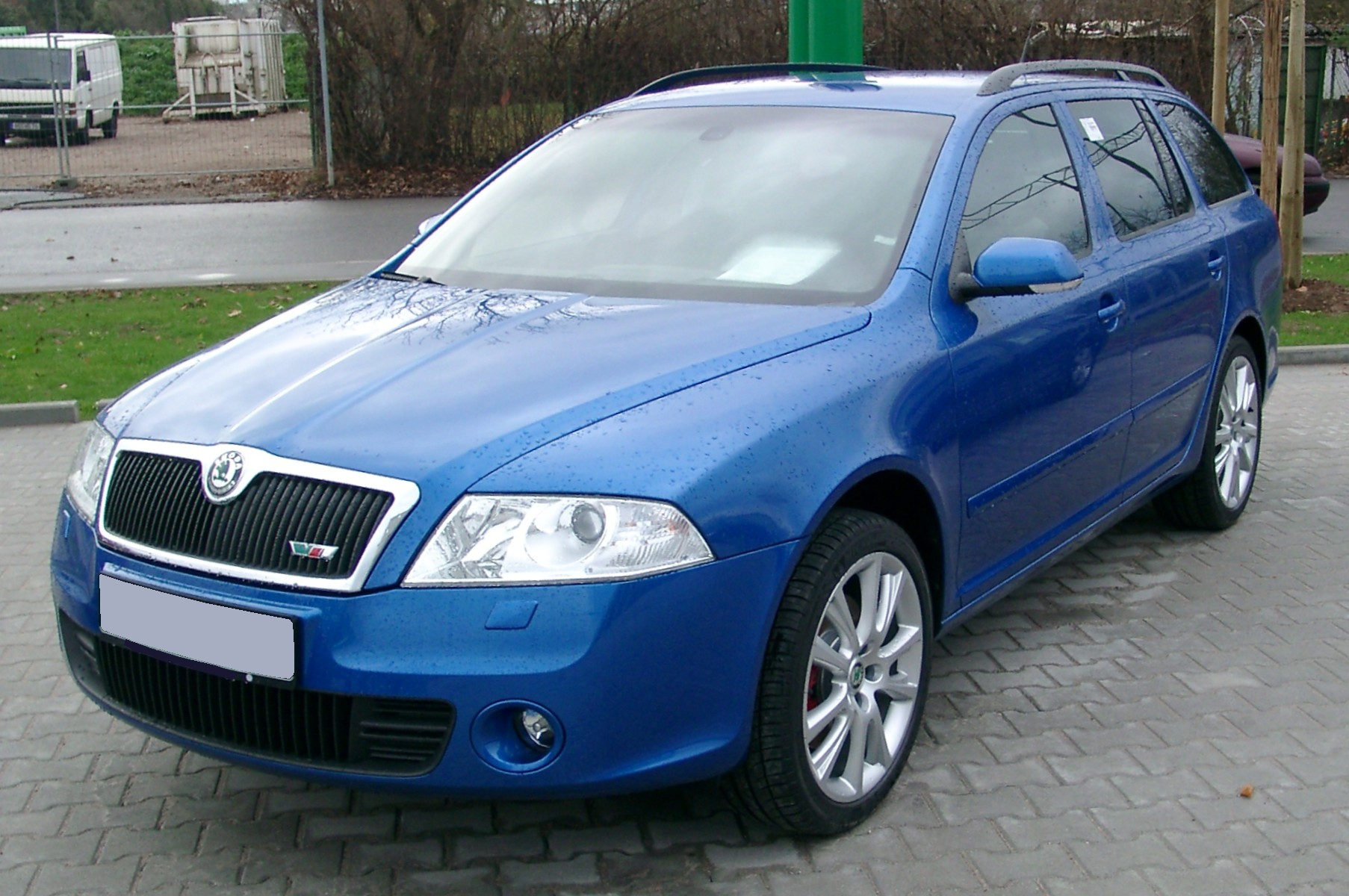
Škoda Octavia RS Combi (2005–2009)
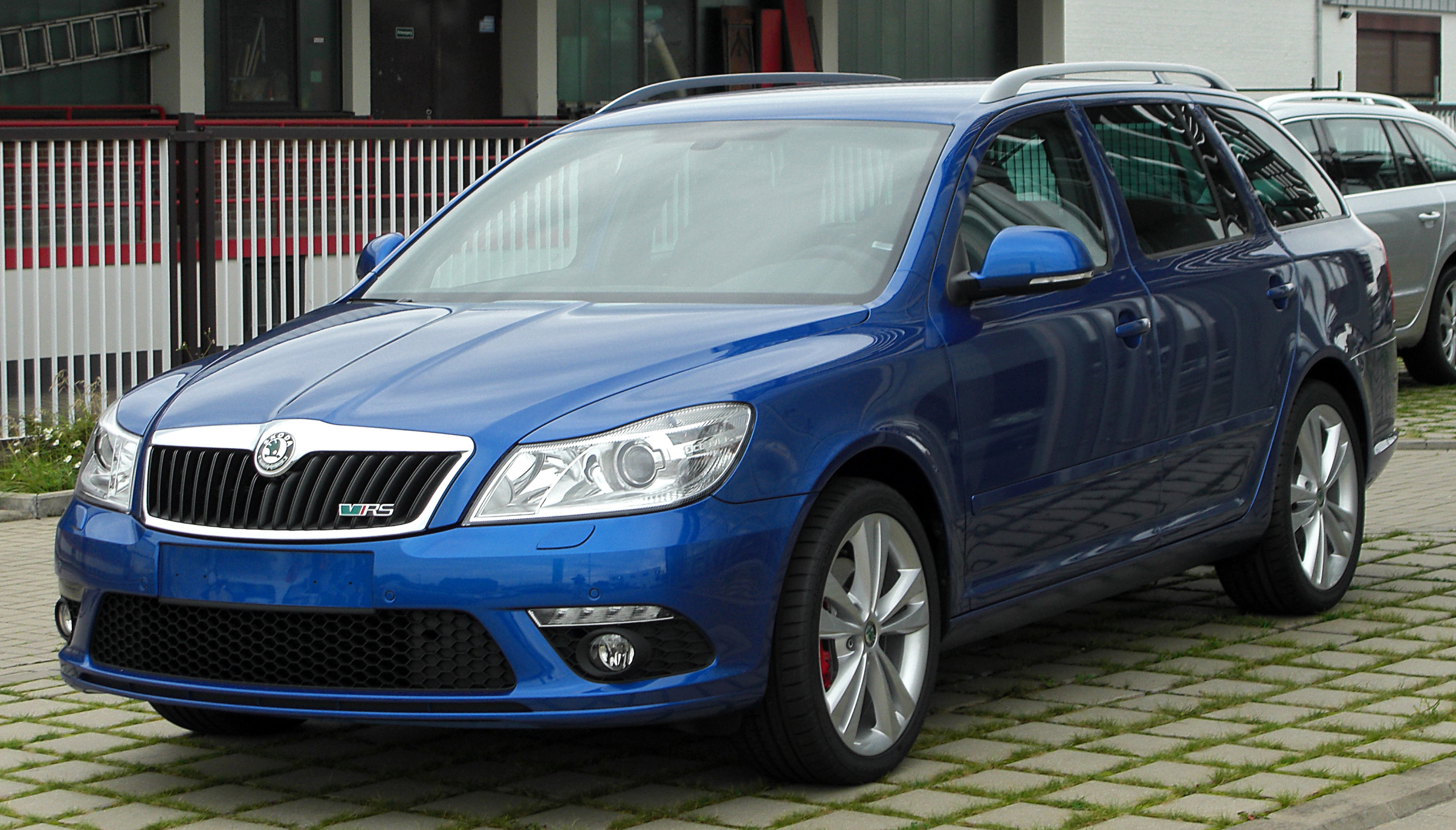
Škoda Octavia RS Combi (2009–2013)
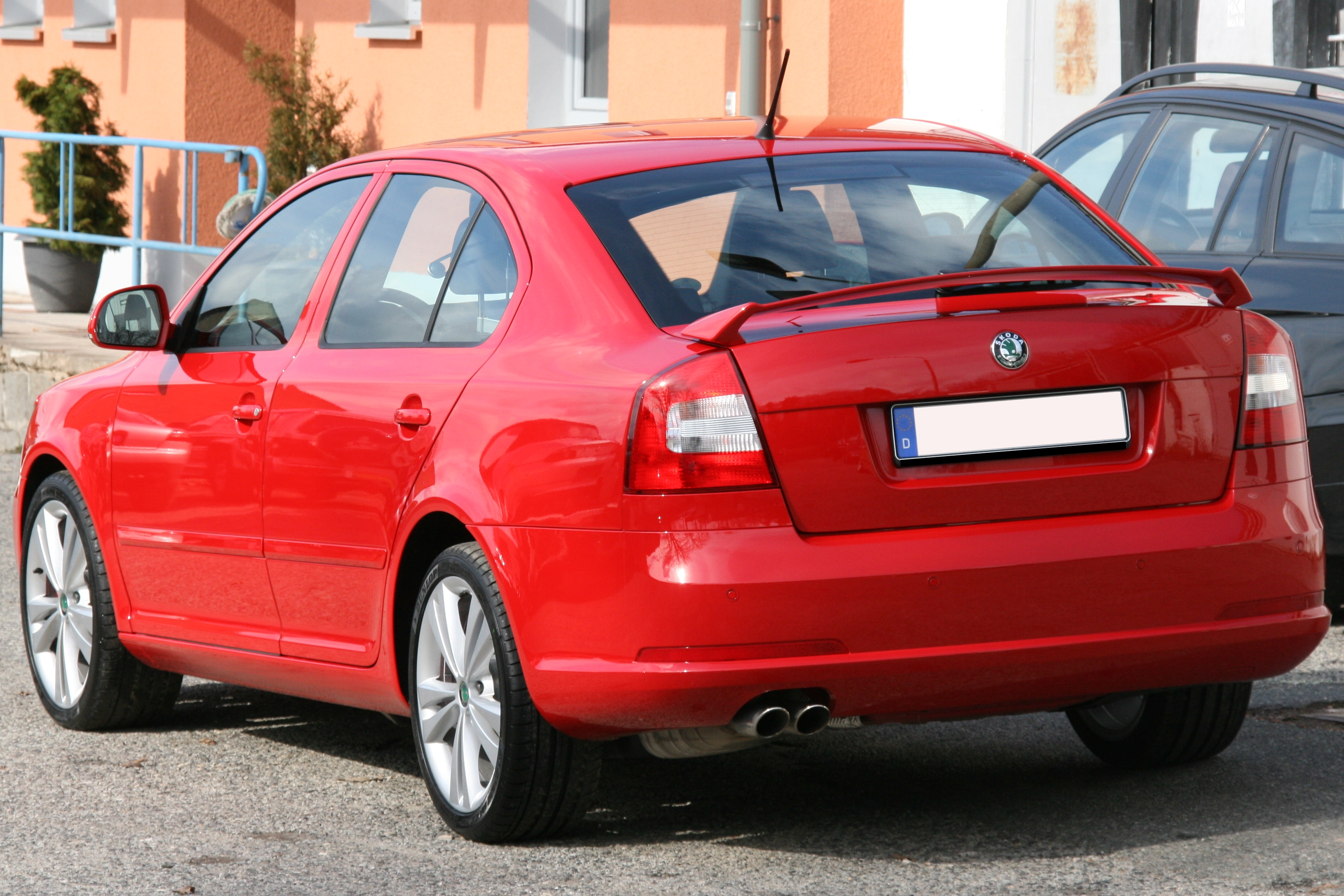
Škoda Octavia RS Liftback (2009–2012)
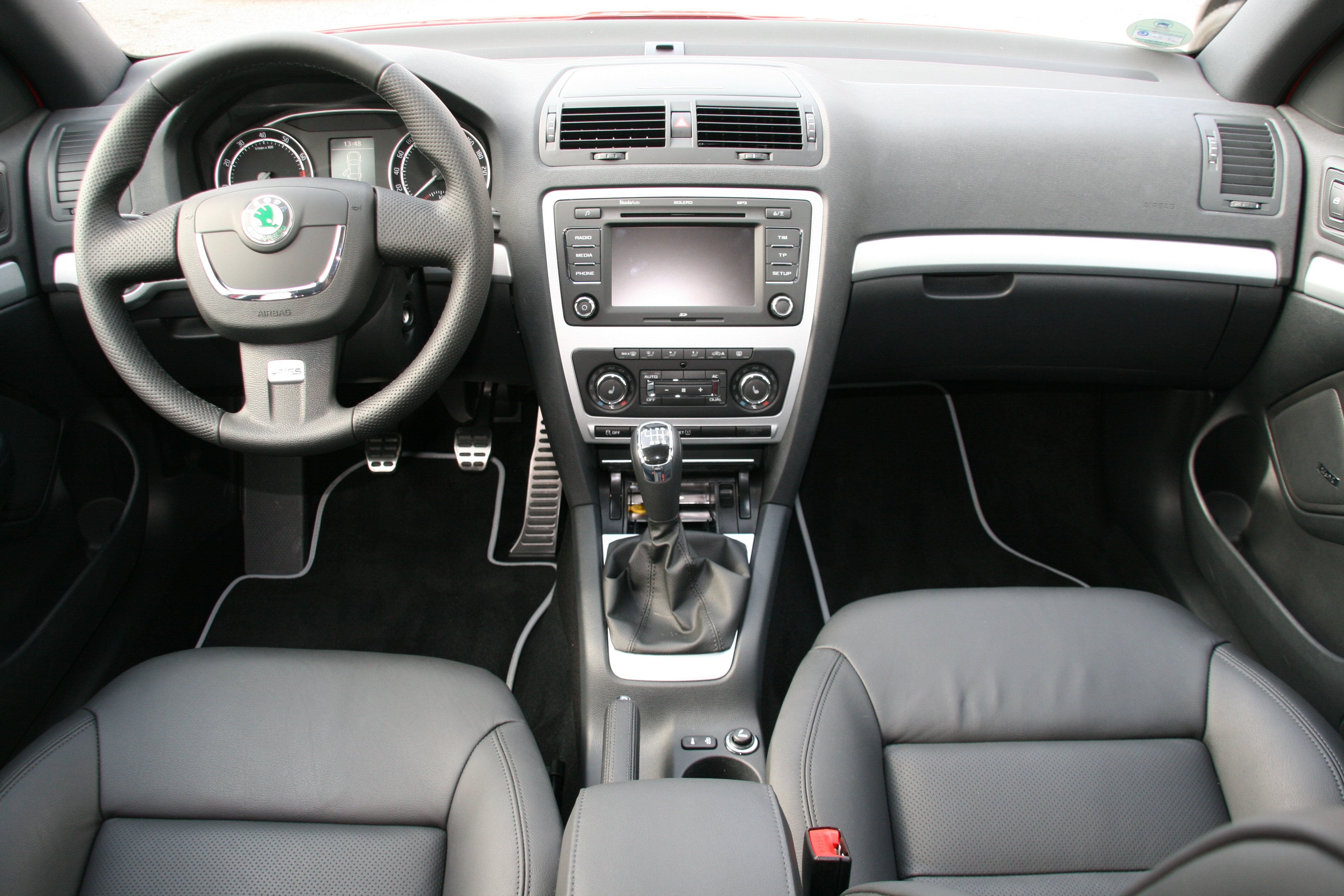
Interiér a palubní deska

### Expanze na asijské trhy

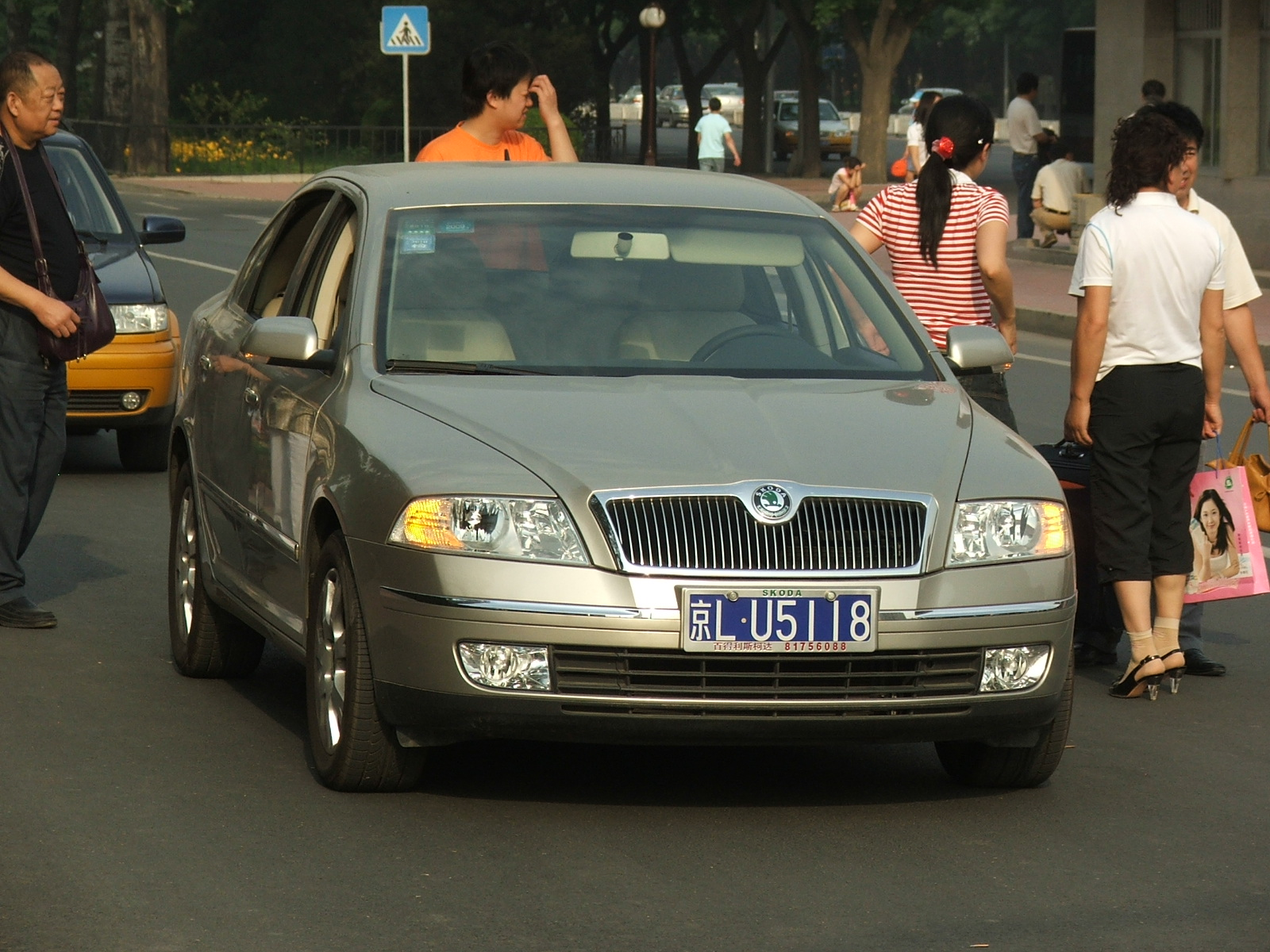
Škoda Octavia Ming Rui

Na pekingském autosalonu v roce 2006 byla představena Octavia pro Čínu (Octavia 明锐 – Octavia Ming Rui), v červnu 2007 se dostala do prodeje. Čínská verze se od té evropské na první pohled liší například lemem nárazníků nebo chromovanými žebry masky chladiče. Octavie pro Čínu se tam přímo vyrábí, licenční výroba probíhá v Šanghaji v závodě Shanghai Volkswagen (SVW).
Kromě výroby v Mladé Boleslavi a licenční výroby v Šanghaj probíhá montáž také v Rusku, na Ukrajině, v Bosně a Indii. Verze automobilu pro indický trh se prodává pod názvem Škoda Laura.

### Facelift

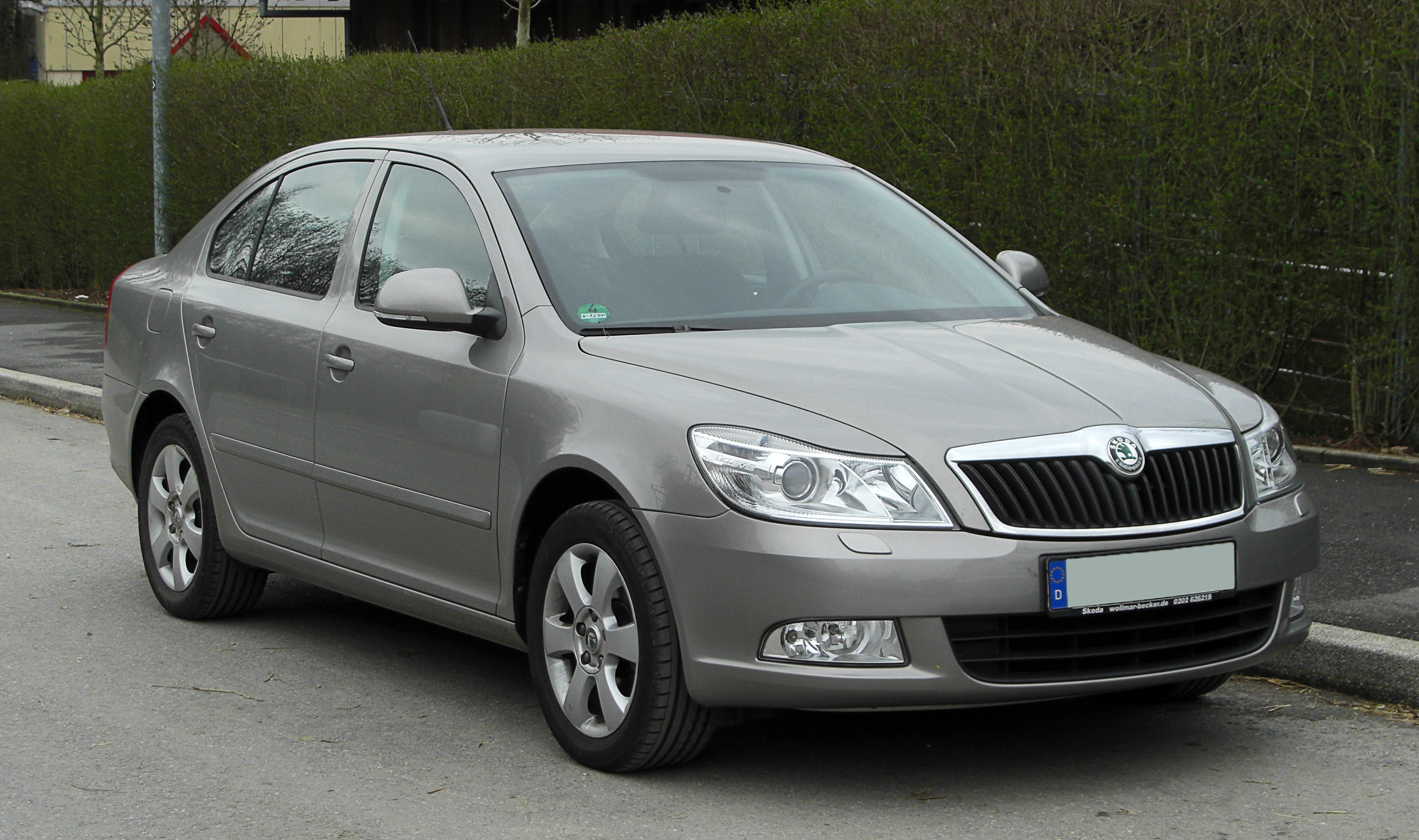
Škoda Octavia facelift

Po faceliftu představeném v říjnu 2008 dostala Octavie nový design předních světel s adaptivním natáčením svícení do zatáček. V zadním nárazníku jsou standardně včleněna odrazová skla. V interiéru se pozměnily ovladače klimatizace, středová konzole a volant. Vylepšily se materiály čalounění a obkladů a nové hlavové opěrky lépe chrání krční páteř. Po půl roce prošly modernizací i modely Scout a RS. Verze RS se dočkala předních světlometů s xenonovými výbojkami s adaptivním svícením. Přepracované byly i nárazníky, přední pak se světly pro denní svícení z LED a výraznějším nasávacím otvorem. Vůz vybavený benzinovým motorem je o 20 kg lehčí (o 15 kg u vozů s dieselem). Octavie Scout se dotkly spíš jen kosmetické změny. Kromě designových změn společných pro všechny Octavie byly přepracovány plasty na náraznících, přibyla metalická barva Rosso Brunello a vůz dostal mlhovky s Corner funkcí umožňující nasvěcování zatáček. V roce 2010 byl zaveden motor 1,2 TSI (1197 cm³) o výkonu 77 kW, který byl spojený se 6° manuální převodovkou.

### Motory

#### Benzinové motory
| Název         | Objem    | Vál./ vent. | Typ  | Výkon                        | Točivý moment                | Výroba    |
| ------------- | -------- | ----------- | ---- | ---------------------------- | ---------------------------- | --------- |
| 1,2 TSI       | 1197 cm³ | 4/8         | OHC  | 77 kW při 5000 ot./min       | 175 Nm při 1500–3500 ot./min | od 2010   |
| 1,4 MPI       | 1390 cm³ | 4/16        | DOHC | 55 kW při 5000 ot./min       | 126 Nm při 3800 ot./min      | 2004–2006 |
| 1,4 MPI       | 1390 cm³ | 4/16        | DOHC | 59 kW při 5000 ot./min       | 132 Nm při 3800 ot./min      | od 2006   |
| 1,4 TSI       | 1390 cm³ | 4/16        | DOHC | 90 kW při 5000 ot./min       | 200 Nm při 1500–4000 ot./min | od 2008   |
| 1,6 MPI       | 1595 cm³ | 4/8         | SOHC | 75 kW při 5600 ot./min       | 148 Nm při 3800 ot./min      | 2004–2010 |
| 1,6 FSI       | 1598 cm³ | 4/16        | DOHC | 85 kW při 6000 ot./min       | 155 Nm při 4000 ot./min      | 2004–2008 |
| 1,8 TSI       | 1798 cm³ | 4/16        | DOHC | 118 kW při 5000–6200 ot./min | 250 Nm při 1500–4200 ot./min | od 2007   |
| 2,0 FSI       | 1984 cm³ | 4/16        | DOHC | 110 kW při 6000 ot./min      | 200 Nm při 3500 ot./min      | 2004–2008 |
| 2,0 TFSI (RS) | 1984 cm³ | 4/16        | DOHC | 147 kW při 5100–6000 ot./min | 280 Nm při 1800–5000 ot./min | od 2005   |

#### Dieselové motory
| Název           | Objem    | Vál./ vent. | Typ  | Výkon               | Točivý moment                | Výroba    |
| --------------- | -------- | ----------- | ---- | ------------------- | ---------------------------- | --------- |
| 1,6 TDI CR      | 1598 cm³ | 4/16        | DOHC | 77 kW při 4400 rpm  | 250 Nm při 1500–2500 ot./min | od 2009   |
| 1,9 TDI PD      | 1896 cm³ | 4/8         | SOHC | 77 kW při 4000 rpm  | 250 Nm při 1900 ot./min      | 2004–2010 |
| 2,0 TDI CR      | 1968 cm³ | 4/16        | DOHC | 81 kW při 4200 rpm  | 250 Nm při 1500–2500 ot./min | od 2012   |
| 2,0 TDI PD      | 1968 cm³ | 4/8         | SOHC | 103 kW při 4000 rpm | 320 Nm při 1750–2500 ot./min | od 2007   |
| 2,0 TDI PD      | 1968 cm³ | 4/16        | DOHC | 103 kW při 4000 rpm | 320 Nm při 1750–2500 ot./min | 2004–2010 |
| 2,0 TDI CR      | 1968 cm³ | 4/16        | DOHC | 103 kW při 4200 rpm | 320 Nm při 1750–2500 ot./min | od 2010   |
| 2,0 TDI PD – RS | 1968 cm³ | 4/16        | DOHC | 125 kW při 4200 rpm | 350 Nm při 1800–2500 ot./min | 2006–2008 |
| 2,0 TDI CR – RS | 1968 cm³ | 4/16        | DOHC | 125 kW při 4200 rpm | 350 Nm při 1750–2500 ot./min | od 2008   |

## Třetí generace (5E)
Třetí generace vozů Škoda Octavia a Octavia Combi byla představena 11. prosince 2012 na akci v továrním muzeu automobilky. Pohonnými jednotkami jsou 16ventilové čtyřválcové motory TSI s turbodmychadlem – 1,2 63 a 77 kW, 1,4 103 kW, 1,8 132 kW a 2,0 o výkonu 162 kW, určený pro sportovní model RS. Vznětové agregáty TDI jsou v objemech 1,6 litru (77 kW) a 2 litry (110 kW nebo 135 kW pro model RS).
Tato generace také přinesla nové kontrolky na palubní desce, převážně ty, které souvisejí se systémem částečně autonomního řízení vozidla, které např. upozorňují řidiče nad nutností okamžitého převzetí řízení. Ty nejdůležitější jsou zde:
- Kontrolka "závady v automatické převodovce"
- Kontrolka "okamžitě převezměte řízení"
- Kontrolka "nízká hladina AdBlue"
- Kontrolka "varování při nebezpečí nárazu"
- Kontrolka "parkovací brzdy"
- Kontrolka "závada kontroly nebo změna tlaku v pneumatice"
- Kontrolka "závada v adaptivním podvozku"
- Kontrolka "zanesený filtr pevných částic"

Model GreenLine pohání mimořádné úsporný motor 1,6 TDI o výkonu 81 kW s deklarovanou spotřebou 3,3 l/100 km. Nové Octavie a Rapidy mají tradičně konzervativní tvary, které nepodléhají módě, s množstvím společných designových prvků z rukou šéfdesignera Jozefa Kabaně. Konkrétně design navázal na koncept Vision D z roku 2011. Octavia se 40 procenty prodejů aut od roku 1996 je nejúspěšnějším typem značky Škoda. Ceny začínaly od 334 900 Kč za vozidlo s motorem 1,2 TSI 63 kW, s motorem 1,6 TDI pak od 424 900 Kč.

### Motory
| Název          | Výkon  | Točivý moment                 | Převodovka         | K. spotřeba | Max. rychlost | 0–100 km/h |
| -------------- | ------ | ----------------------------- | ------------------ | ----------- | ------------- | ---------- |
| 1,0 TSI        | 85 kW  | 200 Nm při 2000–3500 ot./min  | 6°man./7°DSG       | 4,8 l       | 205 km/h      | 10,0 s     |
| 1,2 TSI        | 63 kW  | 160 Nm při 1400–3500 ot./min  | 5°man.             | 5,2 l       | 181 km/h      | 12 s       |
| 1,2 TSI        | 66 kW  | 160 Nm při 1400–3500 ot./min  | 5°man.             | 4,6 l       | 186 km/h      | 11,3 s     |
| 1,2 TSI        | 77 kW  | 175 Nm při 1400–4000 ot./min  | 6°man./7°DSG       | 4,9 l       | 196 km/h      | 10,3 s     |
| 1,2 TSI        | 81 kW  | 175 Nm při 1400–4000 ot./min  | 6°man./7°DSG       | 7,7 l       | 200 km/h      | 9,8 s      |
| 1,4 TSI        | 103 kW | 250 Nm při 1500–3500 ot./min  | 6°man./7°DSG       | 5,3/5,4 l   | 215 km/h      | 8,4 s      |
| 1,4 TSI        | 110 kW | 250 Nm při 1500–3500 ot./min  | 6°man./7° DSG      | 5,1/5,0 l   | 219 km/h      | 8,1 s      |
| 1,8 TSI        | 132 kW | 250 Nm při 1250–5000 ot./min  | 6°man./7°DSG       | 6,1/5,7 l   | 231 km/h      | 7,3 s      |
| 1,8 TSI 4x4    | 132 kW | 280 Nm při 1350– 4500 ot./min | 6°DSG              | 6,7 l       | 229 km/h      | 7,4 s      |
| 2,0 TSI        | 140 kW | 320 Nm při 1500–4100 ot./min  | 7°DSG              | 5,9 l       | 230 km/h      | 7,3 s      |
| 2,0 TSI 4x4    | 140 kW | 320 Nm při 1500– 4100 ot./min | 7°DSG              | 6,5 l       | 226 km/h      | 6,8 s      |
| 1,6 TDI CR'    | 66 kW  | 230 Nm při 1400–2700 ot./min  | 5°man              | 4,1 l       | 186 km/h      | 12,2 s     |
| 1,6 TDI CR     | 77 kW  | 250 Nm při 1500–2750 ot./min  | 5°man./7°DSG       | 3,8/3,9 l   | 194 km/h      | 10,8 s     |
| 1,6 TDI CR 4x4 | 77 kW  | 250 Nm při 1500– 2750 ot./min | 6°man              | 4,5 l       | 191 km/h      | 11,5 s     |
| 1,6 TDI CR     | 81 kW  | 250 Nm při 1500–3000 ot./min  | 5°man./7°DSG       | 3,9 l       | 197 km/h      | 10,6 s     |
| 1,6 TDI CR     | 85 kW  | 250 Nm při 1500–3000 ot./min  | 5°man./7°DSG       | 4,1 l       | 201 km/h      | 10,2 s     |
| 2,0 TDI CR     | 110 kW | 320 Nm při 1750–3000 ot./min  | 6°man./6°DSG       | 4,1/4,5 l   | 218 km/h      | 8,5 s      |
| 2,0 TDI CR 4x4 | 135 kW | 320 Nm při 1750– 3000 ot./min | 6°DSG              | 4,7/4,9l    | 215 km/h      | 8,6 s      |
| 2,0 TSI RS     | 162 kW | 350 Nm při 1500–4400 ot./min  | 6°man./6°DSG       | 6,2/6,4 l   | 248 km/h      | 6,8 s      |
| 2,0 TSI RS 230 | 169 kW | 350 Nm při 1500–4600 ot./min  | 6°man./6°DSG       | 6,2/6,4 l   | 250 km/h      | 6,7 s      |
| 2,0 TSI RS 245 | 180 kW | 370 Nm při 1600–4300 ot./min  | 6°man./6°DSG/7°DSG | 6,6 l       | 250 km/h      | 6,6 s      |
| 2,0 TDI RS     | 135 kW | 380 Nm při 1750–2500 ot./min  | 6°man./6°DSG       | 4,6/5,0 l   | 248 km/h      | 8,1 s      |

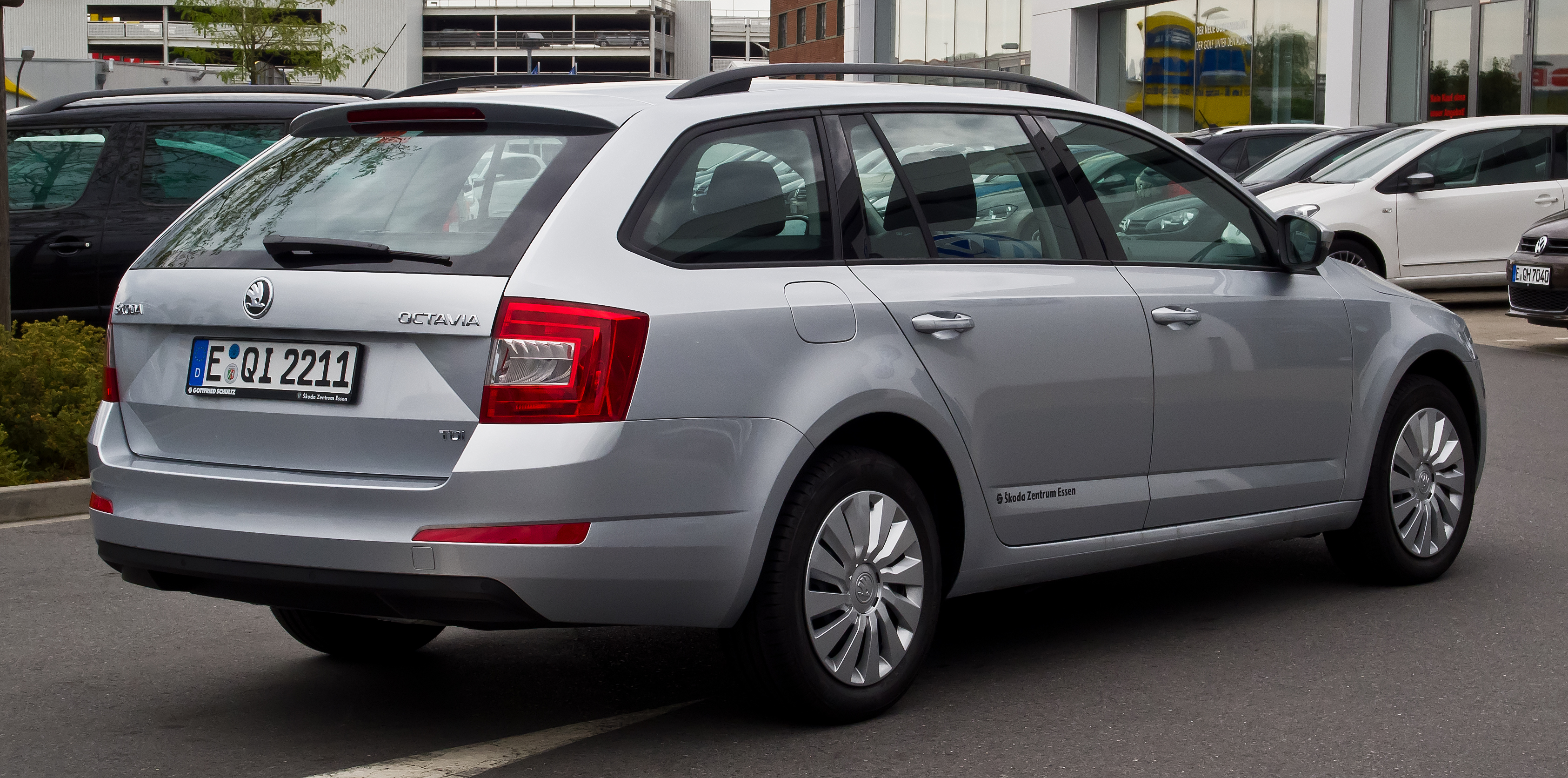
Škoda Octavia III Combi
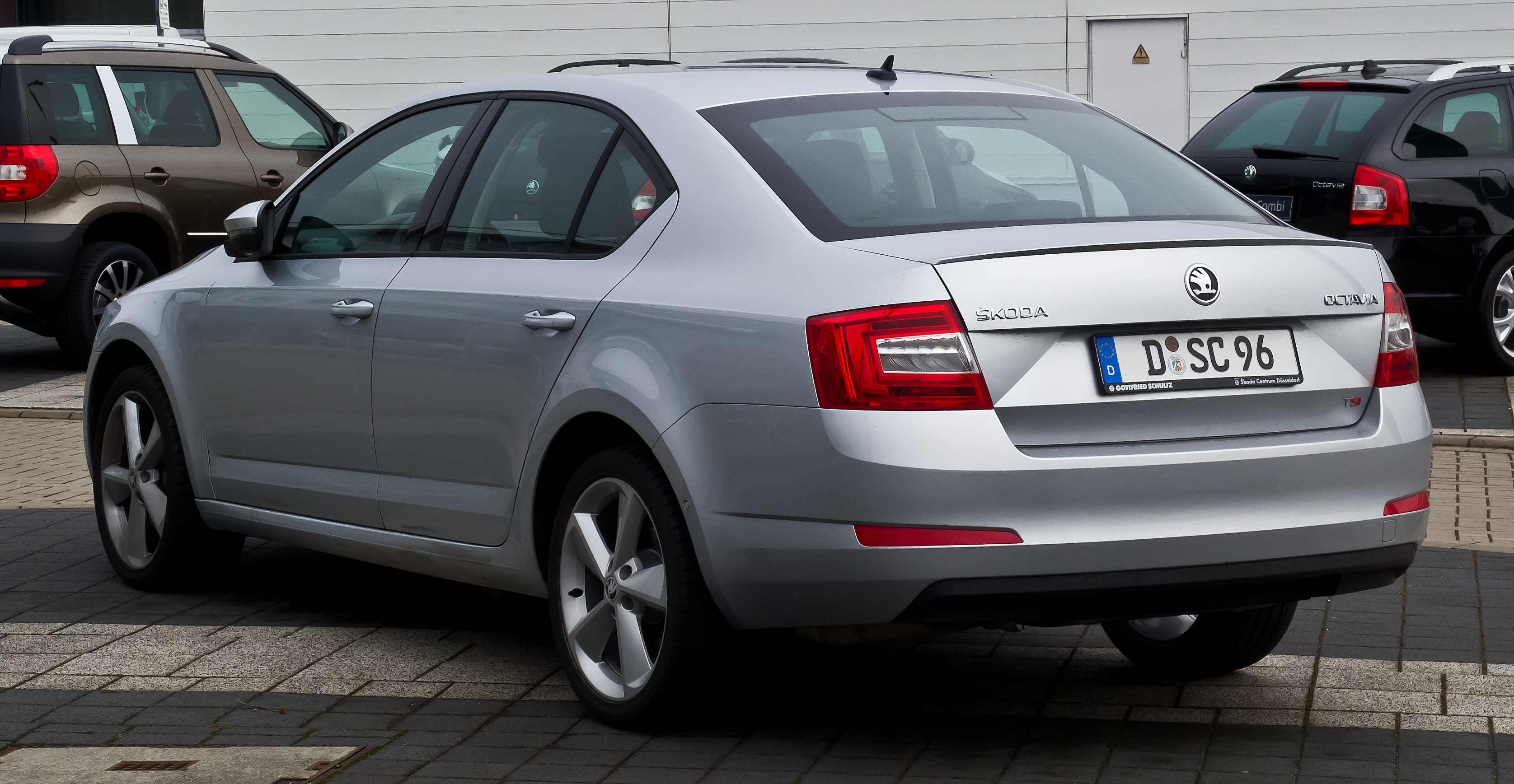
Škoda Octavia III Liftback
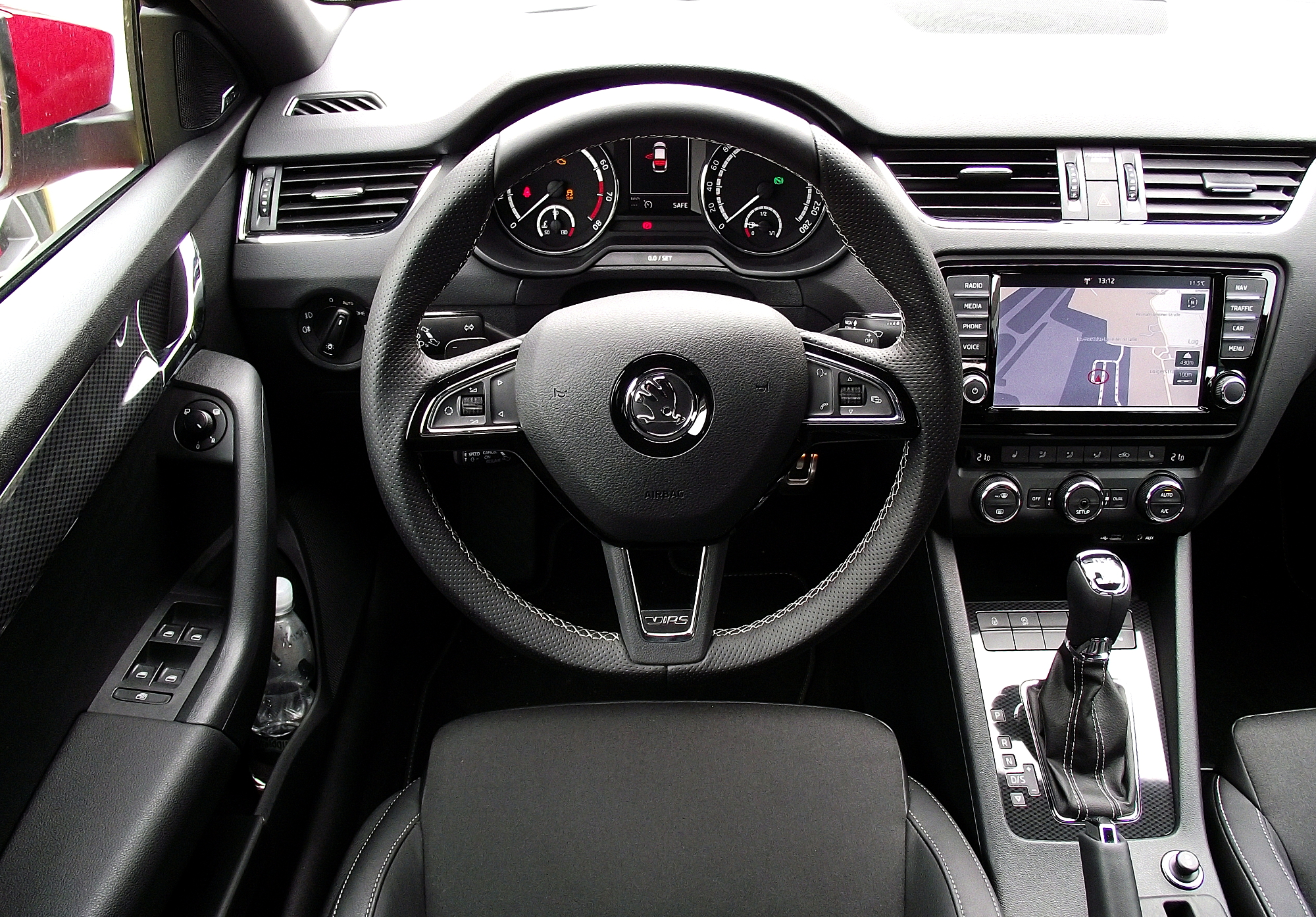
Interiér Octavie III
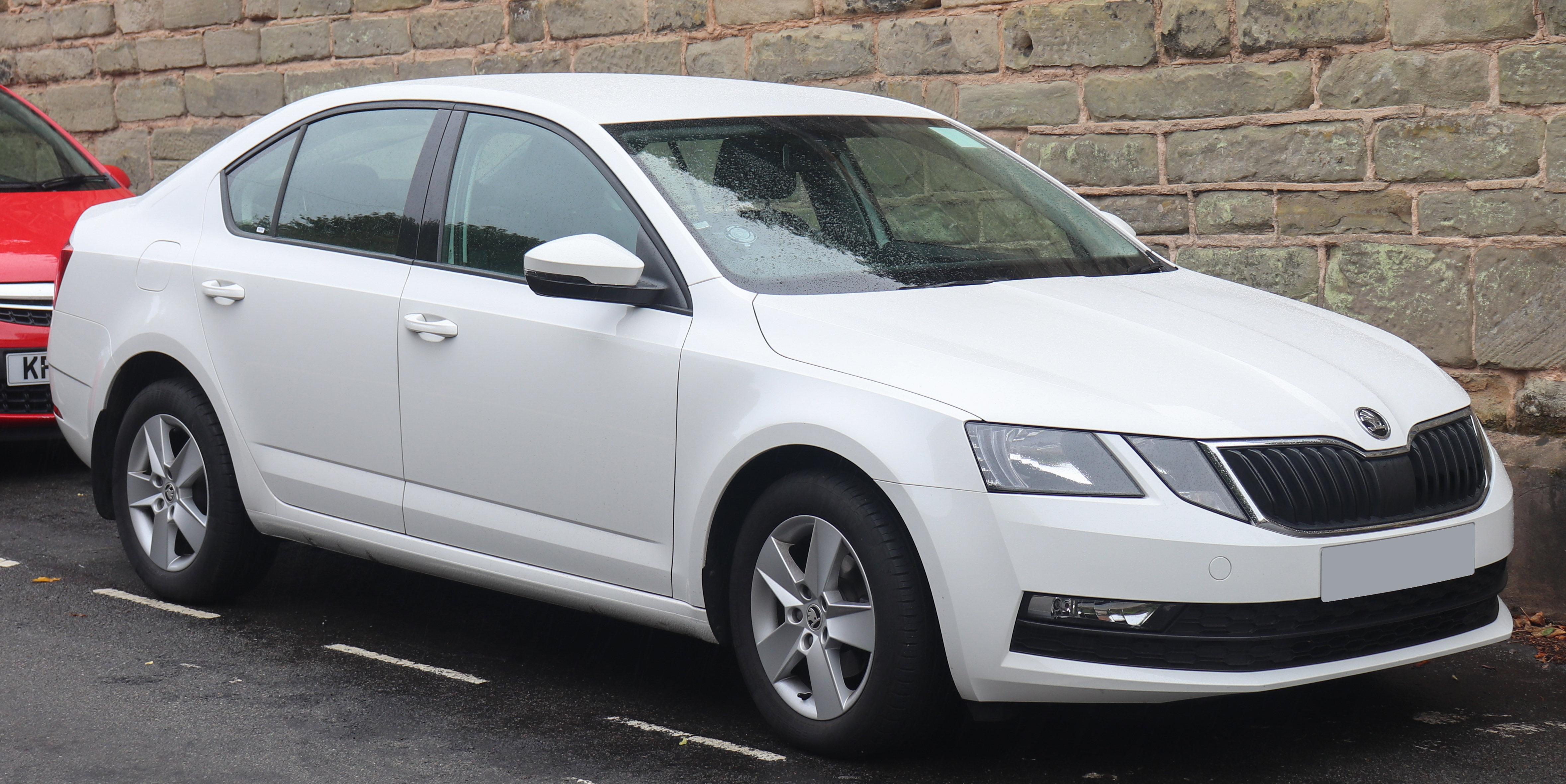
Škoda Octavia III po faceliftu

### Facelift

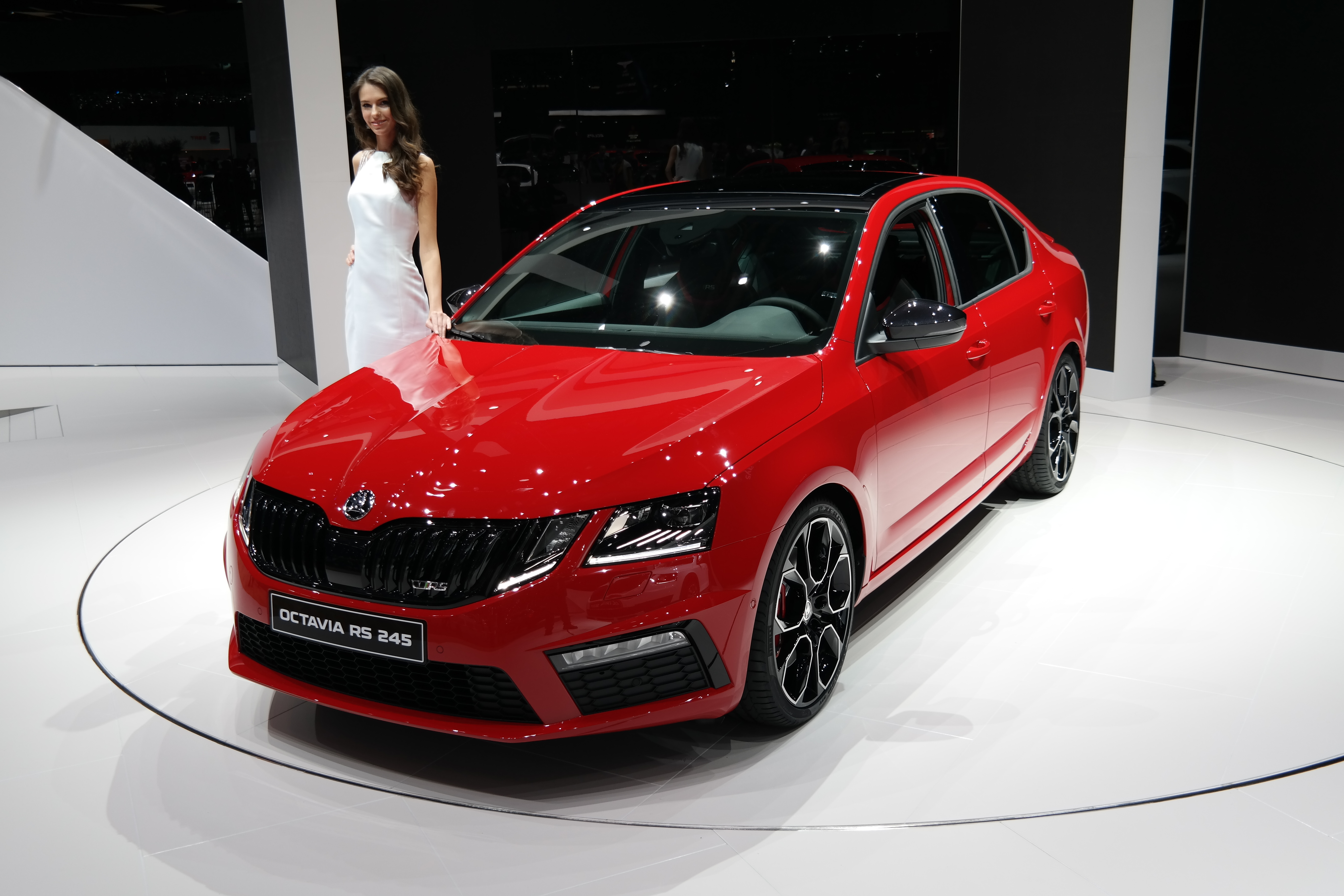
Škoda Octavia III RS 245 po faceliftu

Škoda představila 10. ledna 2017 ve Vídni facelift Octavie třetí generace. Hlavní změny přinesly zejména dělené přední světlomety, které jsou nyní halogenové, nebo za příplatek disponují technologii LED. Nový je také systém prediktivní ochrany chodců. Nadále byl zvětšen rozchod zadních kol o 30 mm na každé straně vozu. Tím došlo k optickému zvětšení, a také zlepšení jízdních vlastností vozu. Základní motorizací se stal nový tříválec 1,0 TSI generace EA211, který je naladěn na 85 kW. V portfóliu automobilky se tento motor objevuje vůbec poprvé. Nadále byla představena posílená verze RS, která nyní disponuje výkonem 162 kW, a verze RS 245, která disponuje zvětšeným výkonem 245 koní (180 kW) a elektromechanickým samosvorným diferenciálem VAQ na přední nápravě. Do vozu je nyní možno objednat adaptivní podvozek DCC.
Se změnou emisních měření WLTP (platné od 31. výrobního týdne 2018) veškeré benzinové motory dostaly filtr pevných částic OPF a s touto zástavbou proběhlo i osvěžení motorové palety, kdy skončily agregáty 1,4 TSI 110 kW, 1,4 TGI 81 kW a 1,8 TSI 132 kW. Jejich náhradou se staly 1,5 TSI EVO 110 kW, 1,5 TGI 96 kW a 2,0 TSI 140 kW. Zároveň verze RS posílila 2,0 TSI na 180 kW a tím nahradila i verzi RS245 a převzala její lepší techniku.
První vozy byly dodány zákazníkům již koncem zimy.

### Úpravy a tuningové firmy

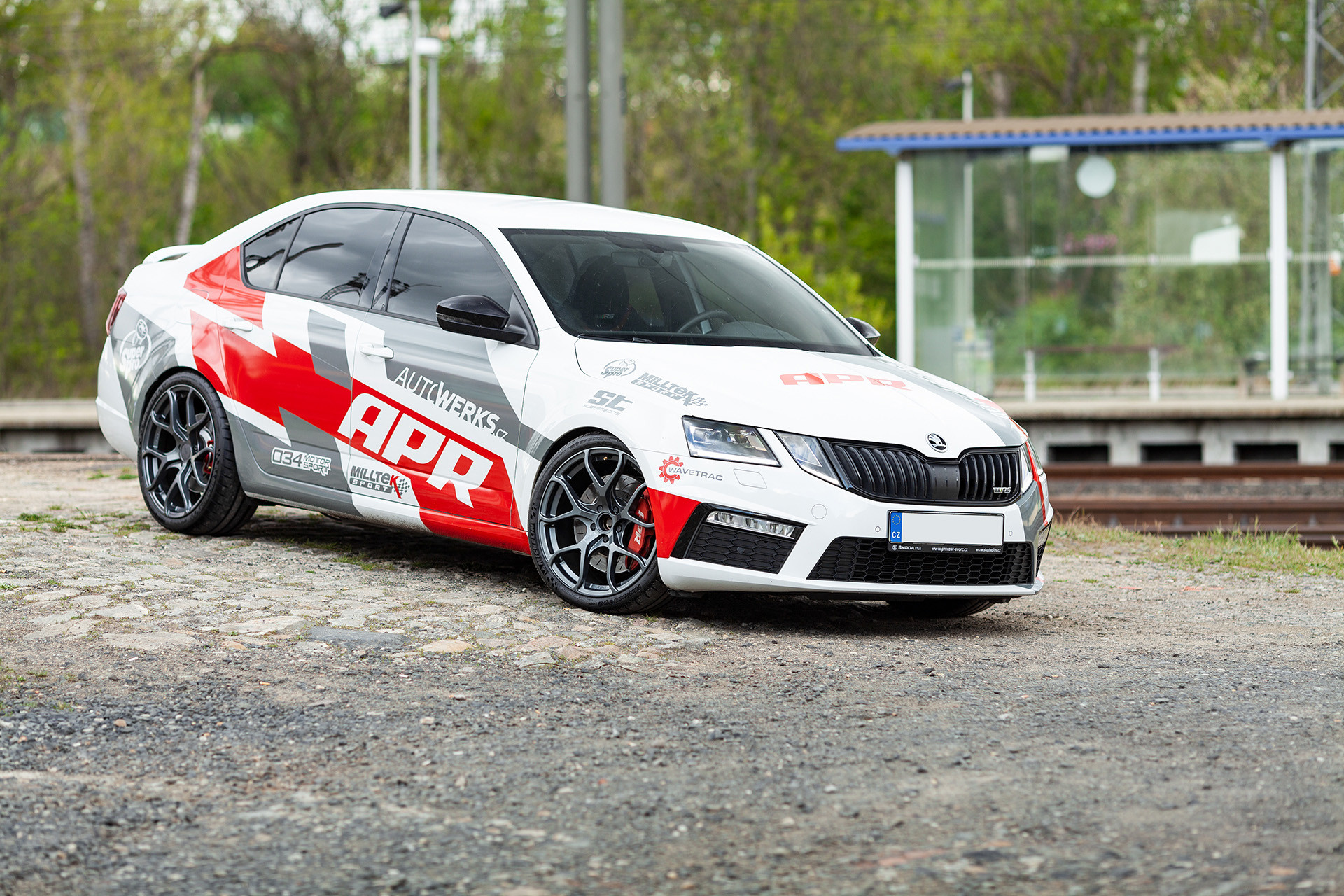
Upravená Octavia na 430hp od Autowerks

Škoda Octavia je také velmi oblíbená pro široké možnosti úprav. Mezi přední firmy patří APR, MTM, ABT..., které nabízejí široké možnosti homologovaného zvýšení výkonu, zlepšení jízdních vlastností, brzdného účinku, zvuku, vzhledu a mnoho dalšího. Zvláště motor 2,0 TSI se stal velmi oblíbený pro snadné zvýšení výkonu se zachováním emisí až na 444hp a 520Nm. Sportovní úpravy pak můžou překročit i 600hp. Díky MQB platformě se Octavia 3. generace může chlubit také dobrými jízdními vlastnostmi, které lze dále vylepšit úpravou tlumičů, tužších stabilizátorů, silentbloků nebo lepšími brzdami. Díky tomu lze získat dynamicky nadprůměrné auto, které bude mít stále provozní náklady Octavie.

## Čtvrtá generace
Čtvrtá generace byla představena 11. listopadu 2019 v Praze. Dynamičtější design exteriéru navazuje jak na větší Superb, tak i na Scalu. Model poprvé nabízí hybridní verzi, head up displej nebo LED matrix světlomety. 28. listopadu 2019 byl představen český ceník pro verzi kombi. V lednu 2020 následovaly ceny pro verzi liftback.
V březnu 2020 byla na sociálních sítích představena Octavia čtvrté generace ve verzi RS, která se měla odhalit na ženevském autosalonu, který byl ale zrušen kvůli pandemii covidu-19.

### Facelift
Dne 14. února 2024 byl představen facelift Octávie který se podobá superbu 4. generace. V prodeji je od srpna 2024. [zdroj?]

### Výbavy
- Active – nejnižší výbava v nabídce.
- Ambition – druhá nejnižší výbava v nabídce.
- Style – nejvyšší výbava kromě RS a Scout.
- Style Exclusive – vybavenější verze Style
- RS – sportovní výbava, výkonnější motory
- Scout – terénní úprava (pouze pro kombi).
- Sportline – výbava, jež zahrnuje sportovní design exteriéru i interiéru
- Laurin a Klement

### Limitované výbavy
RS 120 let motorsport

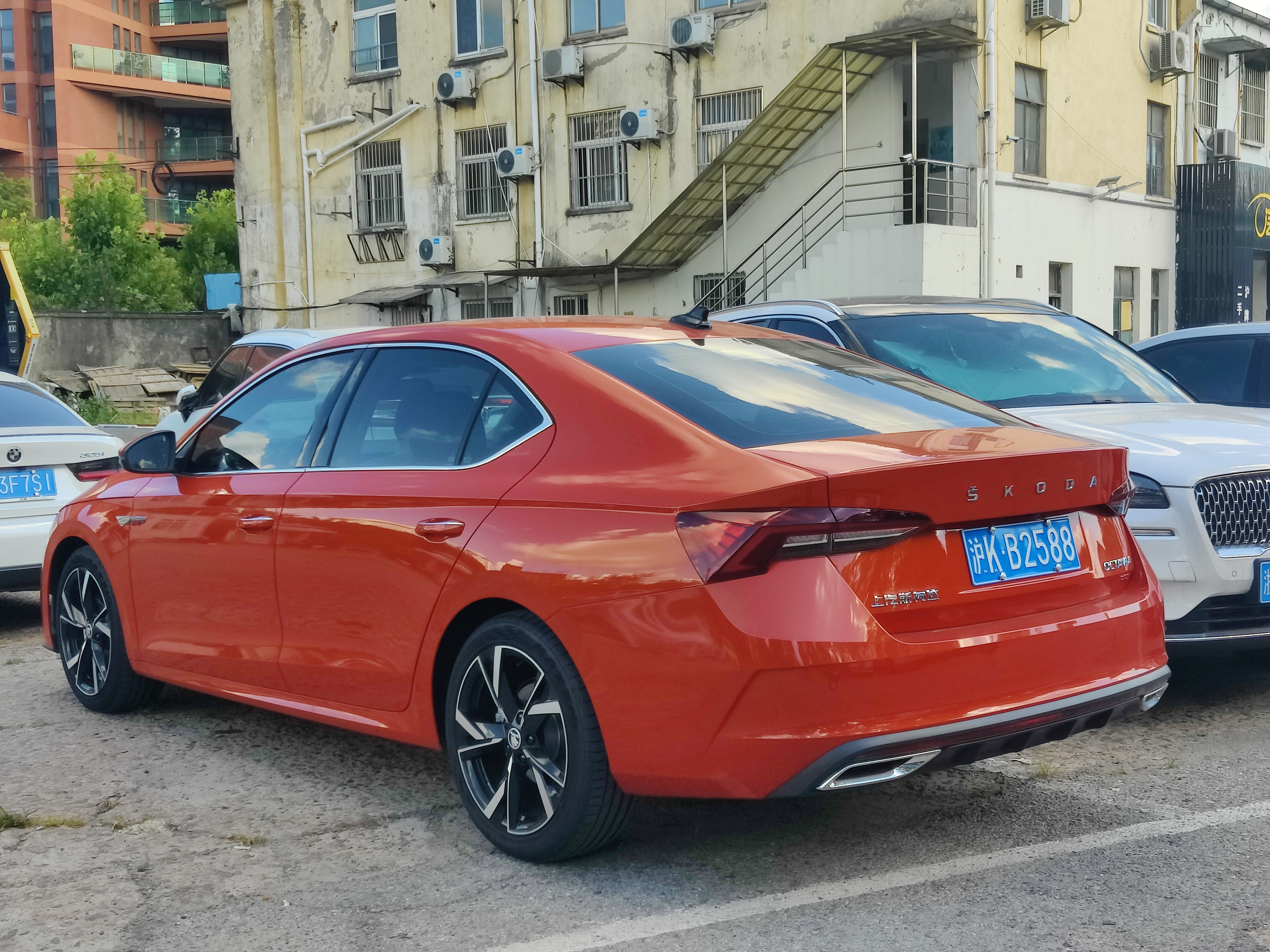
Škoda Octavia IV
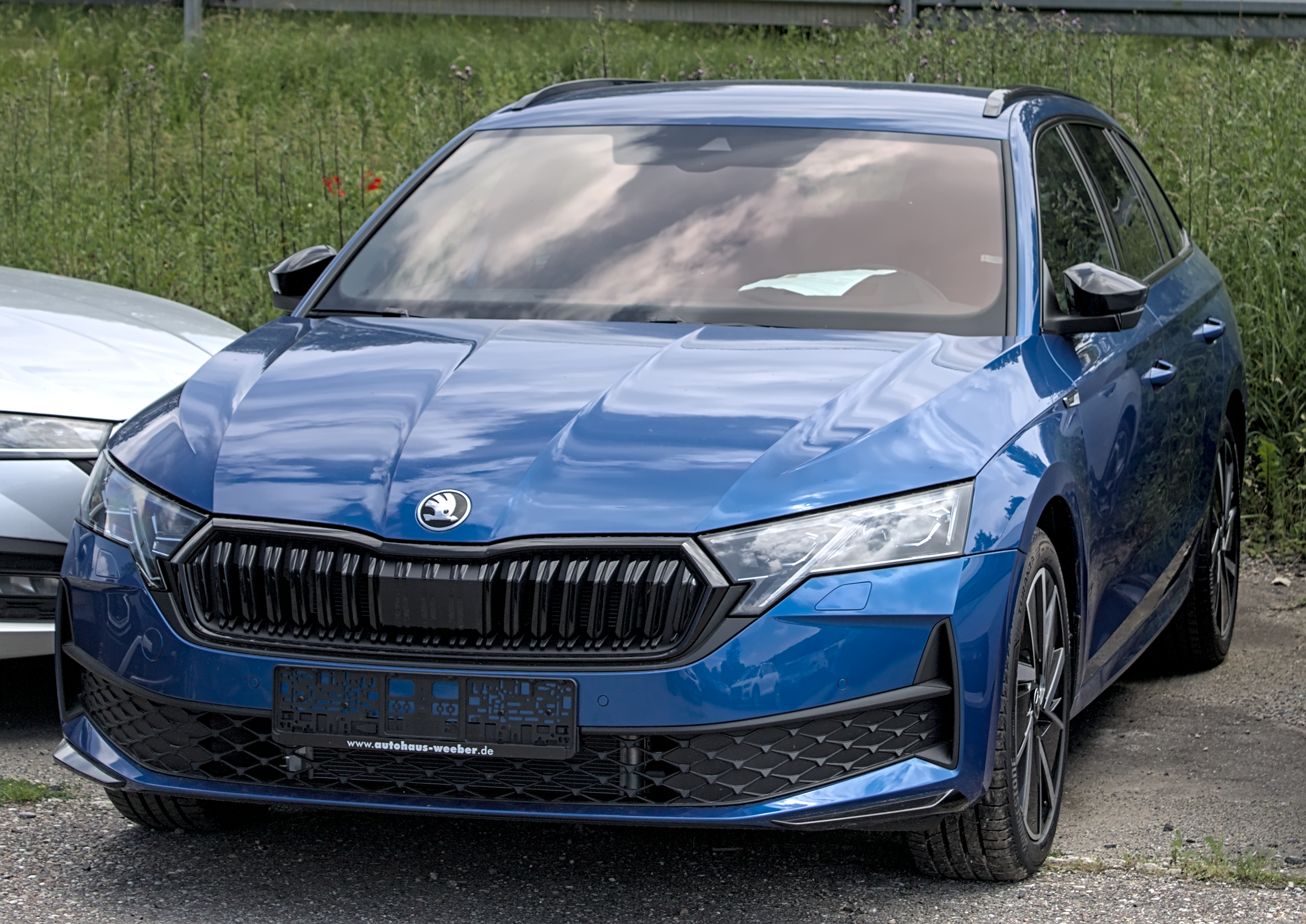
Škoda Octavia IV Facelift

### Úpravy a tuningové firmy
Škoda Octavia 4. generace se stejně jako předchůdce těsí zájmu o chiptuning a další navýšení výkonu. Mezi přední firmy patří APR, MTM, ABT..., které nabízejí široké možnosti homologovaného zvýšení výkonu, zlepšení jízdních vlastností, brzdného účinku, zvuku, vzhledu a mnoho dalšího.

#### Přehled homologovaného zvýšení výkonu (APR) jednotlivých motorizací:
- 1.0 TSI 81 kW -> 103-110 kW
- 1.5 TSI 110 kW -> 130-135 kW
- 2.0 TSI 140 kW -> Aktuálně nelze
- 2.0 TSI 180 kW -> 247-253 kW Stage 1
- 2.0 TSI 180 kW -> 259-265 kW Stage 2
- 2.0 TSI 180 kW -> 294-308 kW Stage 3 (Turbo Continental ze Superbu 206kW)
- 2.0 TSI 180 kW -> 338-353 kW Stage 3 (Turbo Garrett Powermax)

### Motory
| Motor   | Výkon  | Točivý moment                 | Převodovka  | Komb.spotřeba | Max. rychlost | 0–100 km/h | Poznámka                  |
| ------- | ------ | ----------------------------- | ----------- | ------------- | ------------- | ---------- | ------------------------- |
| 1,0 TSI | 81 kW  | 200 Nm při 2000–3000 ot./min. | 6°man/7°DSG | 5,2 l         | 202 km/h      | 10,8 s     | Po faceliftu byl vyřazen. |
| 1,5 TSI | 110 kW | 250 Nm při 1500–3500 ot./min. | 6°man/7°DSG | 5,4 l         | 223 km/h      | 8,2 s      |                           |
| 2,0 TSI | 140 kW | 320 Nm při 1500–4100 ot./min. | 7°DSG 4X4   | 7,0 l         | 229 km/h      | 7,3 s      |                           |
| 2,0 TSI | 180 kW | 370 Nm při 1600–4300 ot./min. | 6°man/7°DSG | 6,8 l         | 250 km/h      | 6,8 s      | Pouze pro RS              |

| Motor   | Výkon  | Točivý moment                 | Převodovka | Komb.spotřeba | Max. rychlost | 0–100 km/h | Poznámka             |
| ------- | ------ | ----------------------------- | ---------- | ------------- | ------------- | ---------- | -------------------- |
| 2,0 TDI | 85 kW  | 300 Nm při 1600–2500 ot./min. | 6°man      | 4,1 l         | 215 km/h      | 10,3 s     |                      |
| 2,0 TDI | 85 kW  | 250 Nm při 1500–3250 ot,/min. | 7°DSG      | 4,4 l         | 214 km/h      |            |                      |
| 2,0 TDI | 110 kW | 340 Nm při 1600–3000 ot./min. | 6°man      | 4,2 l         | 236 km/h      |            |                      |
| 2,0 TDI | 110 kW | 360 Nm při 1600–2750 ot./min. | 7°DSG 4X4  | 5,0 l         | 227 km/h      |            |                      |
| 2,0 TDI | 110 kW | 360 Nm při 1600–2750 ot./min. | 7°DSG      | 4,4 l         | 234 km/h      | 8,7 s      |                      |
| 2,0 TDI | 147 kW | 400 Nm při 1750–3500 ot./min. | 7°DSG      | 4,9 l         | 250 km/h      | 7,4 s      | Pouze pro RS         |
| 2,0 TDI | 147 kW | 400 Nm při 1750–3500 ot./min. | 7°DSG 4X4  | 5,5 l         | 245 km/h      | 6,8 s      | Pouze pro RS a Scout |

| Motor   | Výkon | Točivý moment                 | Převodovka | Komb.spotřeba | Max. rychlost | 0–100 km/h |
| ------- | ----- | ----------------------------- | ---------- | ------------- | ------------- | ---------- |
| 1,5 TGI | 96 kW | 200 Nm při 1400–4000 ot./min. | 6°man      | 5,6 m³        | 220 km/h      |            |
| 1,5 TGI | 96 kW | 200 Nm při 1400–4000 ot./min. | 7°DSG      | 5,8 m³        | 220 km/h      | 9,6 s      |

| Motor         | Výkon  | Točivý moment                 | Převodovka | Komb.spotřeba | Max. rychlost | 0-100 km/h |
| ------------- | ------ | ----------------------------- | ---------- | ------------- | ------------- | ---------- |
| 1,0 TSI e-TEC | 81 kW  | 200 Nm 2000–3000 ot./min.     | 7°DSG      | 5,0 l         |               | 10,5 s     |
| 1,5 TSI e-TEC | 110 kW | 250 Nm při 1500–3500 ot./min. | 7°DSG      | 5,3 l         | 229 km/h      |            |

| Motor      | Výkon  | Točivý moment                 | Převodovka | Komb.spotřeba | Max. rychlost | 0–100 km/h | Poznámka     |
| ---------- | ------ | ----------------------------- | ---------- | ------------- | ------------- | ---------- | ------------ |
| 1,4 TSI iV | 150 kW | 250 Nm při 1550–3500 ot./min. | 6°DSG      | 1,0 l         | 220 km/h      | 7,7 s      |              |
| 1,4 TSI iV | 180 kW | 250 Nm při 1550–3500 ot./min. | 6°DSG      | 1,1 l         | 225 km/h      |            | Pouze pro RS |

## Závodní verze
Octavia byla ve specifikacích Kit Car a WRC nasazována do soutěží rallye. Je také pořádáno okruhové mistrovství Octavia Cup s identickými vozy.

### Škoda Octavia Kit Car
Verze Kit Car byl dvoulitrový speciál postavený pro skupinu A7. Prvním startem byla Sardinská rallye 1997, kde s ní startoval Pavel Sibera. V sezoně mistrovství světa v rallye 1998 startovala na několika podnicích, ale kvůli nepravidelným startům nebodovala. Škoda Motorsport ale startoval v Mistrovství Evropy, kde byl Emil Triner celkově pátý a vyhrál Formuli 2. Zvítězil na Albena rallye a vyhrál svou kategorii na Kypru, kde byl celkově druhý. Octavia Kit Car se hlavně ale stala testovacím vozem pro komponenty specifikace WRC.

### Škoda Octavia WRC

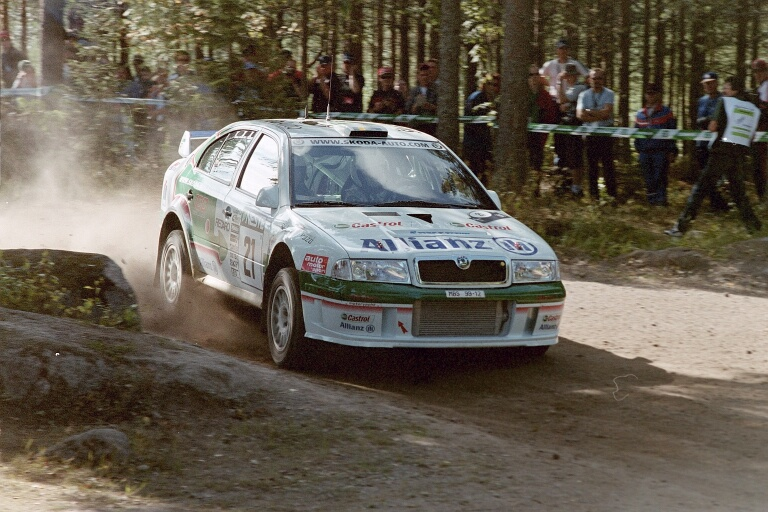
Škoda Octavia WRC při finské rally v roce 2001

Tým Škoda Motorsport se s vozy Škoda Octavia WRC zapojoval do závodů Mistrovství světa v rallye 1999, ale až v roce 2002 se tým zúčastnil celého čtrnáctidílného seriálu. Prvním startem byla Rallye Monte Carlo 1999, kde ani jeden vůz nedojel na start. Prvním domácím startem byla Rallye Bohemia 1999, kde Emil Triner zvítězil. V úvodní sezoně tým nasbíral šest bodů a nejlepším výsledkem bylo čtvrté místo, které získal Bruno Thiry.
Sezona mistrovství světa v rallye 2000 byla pro tým úspěšnější. Ve Španělsku vyhrál Armin Schwarz poprvé rychlostní zkoušku. Nejlepším výsledkem bylo páté místo na Acropolis rallye 2000. Nejlepšího výsledku dosáhl tým v sezoně mistrovství světa v rallye 2001. Armin Schwarz skončil třetí na Safari rallye 2001 a vyhrál zde i rychlostní test. Následující sezona byla poslední kompletní pro Octavii. Nejlepším výsledkem bylo páté místo, které vybojoval Toni Gardemeister na Argentinské rallye.
V sezoně mistrovství světa v rallye 2003 Octavii vystřídala Škoda Fabia WRC.
Škoda Octavia byla jediným modelem Škody Auto, který splňoval minimální délku požadovanou specifikacemi WRC. Vůz byl poměrně robustní a dlouhý, což ho znevýhodňovalo oproti soupeřům především v úzkých a techničtějších etapách soutěže. Výhodou byla naopak dobrá stabilita.
V roce 2000 si na Kyperské rally odbyla premiéru zlepšená verze závodního speciálu na bázi faceliftované Octavie. Technici týmu se zaměřili především na změny v oblasti aerodynamiky, výkonu motoru, distribuce hmotnosti a trakce. Celkem bylo vytvořeno okolo třiceti verzí vozů Octavia WRC. Finská rallye 2002 byla dějištěm premiéry třetí evoluce vozu. Ta bývá označovaná jako nejspolehlivější.
Za volant Škody Octavie WRC usedli Armin Schwarz, Pavel Sibera, Emil Triner, Bruno Thiry, Luis Climent, Stig Blomqvist, Roman Kresta, Toni Gardemeister, Kenneth Eriksson, Jan Kopecký, Gabriel Pozzo, Matthias Kahle a Didier Auriol.
Na vývoji vozu spolupracovala firma Prodrive. Dvacetiventilový agregát o objemu 1999 cm³ dosahoval výkonu 221 kW a točivého momentu 600 Nm. Převodovka byla sekvenční šestistupňová.
Rozměry
- Délka – 4511 mm
- Šířka – 1770 mm
- Rozvor – 2512 mm
- Hmotnost – 1230 kg